# Chiến tranh Trung – Nhật
Chiến tranh Trung – Nhật (1937–1945) là một cuộc xung đột quân sự giữa Trung Hoa Dân Quốc và Đế quốc Nhật Bản. Hai thế lực đã chiến đấu với nhau ở vùng biên giới kể từ khi Nhật Bản chiếm đóng Mãn Châu vào năm 1931 nhưng đến năm 1937, xung đột đã leo thang thành chiến tranh toàn diện. Nhật Bản từ thế kỷ 20 trở về trước đã muốn xâm lược Trung Quốc vì nơi đây có nguồn tài nguyên thiên nhiên phong phú, nhân công lao động dồi dào và diện tích đất nông nghiệp rộng lớn. Họ cũng nhận thấy tình hình chính trị của Trung Quốc không ổn định nên đã tận dụng điều đó để lập nên các chính phủ bù nhìn phục vụ cho lợi ích của quân Nhật. Năm 1931, sau sự kiện Phụng Thiên, Nhật Bản đã chiếm đóng vùng Mãn Châu và thành lập nên nhà nước bù nhìn Mãn Châu Quốc. Ngày 28 tháng 1 năm 1932, ở Thượng Hải xảy ra một sự biến và kết thúc bằng việc phi quân sự hóa toàn thành phố. Vụ cuối cùng châm ngòi cho cuộc chiến là Sự biến Lư Câu Kiều. Quân Nhật đã lấy cớ là một binh sĩ của họ mất tích để mở cuộc tấn công với lực lượng lớn nhằm vào Trung Quốc tại cầu Marco Polo, khu vực biên giới giữa Trung và Nhật lúc bấy giờ.
Trung Quốc đã không đối mặt với quân Nhật một cách đơn độc trong trận chiến này. Từ năm 1937 đến năm 1941, họ được nước Đức và Liên Xô hỗ trợ về mặt quân sự. Kể từ năm 1942 trở đi thì Hoa Kỳ trở thành nguồn viện trợ chính cho Trung Quốc. Tuy nhiên, Trung Quốc không phải là trở ngại lớn đối với Lục quân Đế quốc Nhật Bản và trong vòng vài tháng kể từ khi chiến tranh bắt đầu, thủ đô Nam Kinh đã thất thủ. Lực lượng Trung Quốc dần bị đẩy sâu vào nội địa và duy trì thế phòng thủ cho đến hết cuộc chiến. Tuy nhiên, lãnh thổ quá lớn và dân số quá đông của Trung Quốc cũng khiến quân Nhật bị sa lầy trong cuộc chiến, không thể giành thắng lợi quyết định. Sau khi Nhật Bản đầu hàng khối Đồng Minh vào ngày 2 tháng 9 năm 1945, quân Nhật tại Trung Quốc cũng chính thức đầu hàng vào ngày 9 tháng 9 năm 1945, kết thúc trận chiến lớn nhất ở châu Á thế kỷ 20.

## Tên gọi

### Tại Trung Quốc
Ở Trung Quốc, cuộc chiến được biết đến nhiều nhất với tên gọi "Chiến tranh kháng Nhật" (giản thể: 抗日战争; phồn thể: 抗日戰爭), rút gọn thành "Kháng Nhật" (tiếng Trung: 抗日) hoặc "Kháng chiến" (giản thể: 抗战; phồn thể: 抗戰). Nó còn có tên gọi khác là "Kháng chiến tám năm" (giản thể: 八年抗战; phồn thể: 八年抗戰). Tuy nhiên vào năm 2017, Bộ Giáo dục Trung Quốc ban hành một chỉ thị đặt tên cho cuộc chiến trong sách giáo khoa là "Kháng chiến mười bốn năm" (giản thể: 十四年抗战; phồn thể: 十四年抗戰) để phản ánh cuộc xung đột trước đó với Nhật Bản từ năm 1931. Cuộc kháng chiến này cũng được coi như một phần của "Chiến tranh chống phát xít toàn cầu", theo cách mà Đảng Cộng sản Trung Quốc và chính phủ CHND Trung Hoa nhìn nhận về Chiến tranh thế giới thứ hai.

### Tại Nhật Bản
Ngày nay tại Nhật Bản, tên gọi phổ biến nhất của cuộc chiến là "Chiến tranh Nhật – Trung" (日中戦爭 Nitchū Sensō) do tính khách quan của nó. Khi cuộc xâm lược vào Trung Quốc bản thổ bắt đầu vào tháng 7 năm 1937 gần Bắc Kinh, chính phủ Nhật Bản gọi nó là "Sự biến Hoa Bắc" (tiếng Nhật: 北支事變 / 華北 事變, Rōmaji: Hokushi Jihen / Kahoku Jihen) và khi Trận Thượng Hải nổ ra vào tháng sau, nó đã đổi tên thành "Sự biến Trung Quốc" (支那事變 Shina Jihen).
Nhật Bản dùng từ "sự biến" (事變 jihen) vì cả hai quốc gia đều không có tuyên chiến chính thức. Theo quan điểm của Nhật Bản thì việc thu hẹp tên gọi xung đột có lợi trong chuyện ngăn chặn sự can thiệp từ các quốc gia khác, nhất là Liên hiệp Anh và Hoa Kỳ vì họ là nguồn cung cấp dầu mỏ và thép chính cho đất nước. Một động thái chính thức của xung đột có thể dẫn đến việc Mỹ cấm vận theo Đạo luật Trung lập trong những năm 1930. Ngoài ra, do tình trạng chính trị bất ổn của Trung Quốc, Nhật Bản thường tuyên bố Trung Quốc không còn là thực thể chính trị dễ nhận biết để có thể tuyên chiến.
Theo chính sách tuyên truyền của Nhật Bản trong Chiến tranh thế giới thứ hai, cuộc xâm lược Trung Quốc được xem như một cuộc "Thánh chiến" (聖戦 (聖戰) seisen). Đó là bước đầu tiên của khẩu hiệu "Bát hoành nhất vũ" (八紘一宇 Hakkō ichiu,  tám dây buộc dưới một mái hiên) do Thủ tướng Nhật Bản Konoe Fumimaro tuyên bố vào ngày 8 tháng 1 năm 1940. Khi cả hai bên chính thức tuyên chiến vào tháng 12 năm 1941, tên cuộc chiến được thay bằng "Chiến tranh Đại Đông Á" (大東亞戰爭 Daitōa Sensō).
Mặc dù chính phủ Nhật Bản vẫn sử dụng thuật ngữ "Sự biến Trung Quốc" (Shina Jihen) trong nhiều tài liệu chính thức, phía Trung Quốc coi từ "Shina" là xúc phạm. Do đó, truyền thông Nhật Bản thường gọi cuộc chiến bằng tên khác như "Sự kiện Nhật – Hoa" (日支事變 (日華事變) Nikka Jiken/Nisshi Jiken).
Cái tên "Chiến tranh Trung – Nhật lần thứ hai" không được sử dụng phổ biến ở Nhật vì cuộc chiến với nhà Thanh vào năm 1894 mang tên "Chiến tranh Nhật – Thanh" (日清戦争 Nisshin Sensō) chứ không phải là Chiến tranh Trung – Nhật lần thứ nhất.

## Bối cảnh lịch sử
Nguồn gốc của chiến tranh Trung – Nhật có thể là Chiến tranh Thanh – Nhật diễn ra trong hai năm 1894–1895, khi Trung Quốc dưới triều Thanh bị Nhật Bản đánh bại phải nhường Đài Loan và công nhận Triều Tiên độc lập qua Hiệp ước Shimonoseki (Mã Quan). Nhật Bản cũng sáp nhập quần đảo Điếu Ngư / Senkaku vào đầu năm 1895 khi kết thúc chiến tranh trong thắng lợi (Nhật Bản tuyên bố quần đảo không có người sinh sống vào năm 1895). Triều Thanh đang trong buổi hoàng hôn sụp đổ bởi các cuộc khởi nghĩa bên trong và chủ nghĩa đế quốc bên ngoài, trong lúc Nhật Bản đã trở thành một cường quốc sau công cuộc Minh Trị Duy tân. Khi sức mạnh quốc gia tăng lên thì Nhật Bản trở nên ủng hộ chủ nghĩa đế quốc, chủ trương bành trướng lãnh thổ, đánh chiếm thuộc địa tại châu Á để có thêm nguồn tài nguyên phục vụ kinh tế trong nước.

### Trung Hoa Dân quốc
Trung Hoa Dân quốc được thành lập năm 1912 sau cuộc cách mạng Tân Hợi lật đổ hoàng triều Trung Quốc cuối cùng, triều đại nhà Thanh. Nước Cộng hòa non trẻ thậm chí còn trở nên suy yếu hơn bởi sự xung đột của các quân phiệt. Một vài sứ quân thậm chí còn liên kết với nước ngoài nhằm nỗ lực quét sạch các đối thủ khác. Ví dụ, quân phiệt Trương Tác Lâm của Mãn Châu hợp tác rộng rãi với Nhật để nhận viện trợ quân sự và kinh tế.
Cho tới đầu thập niên 1930, Trung Quốc trên thực tế bị chia thành 5 vùng kiểm soát bởi các tướng quân phiệt Phe Quốc dân đảng kiểm soát khu vực xung quanh Nam Kinh và Thượng Hải, trong khi phe Quảng Tây kiểm soát Hồ Bắc, Hồ Nam và Quảng Tây. Tây Bắc quân của Phùng Ngọc Tường tiếp tục kiểm soát Thiểm Tây, Hà Nam và một phần của Sơn Đông và Trực Lệ, trong khi Diêm Tích Sơn kiểm soát Sơn Tây, Bắc Kinh và khu vực xung quanh Thiên Tân. Trương Học Lương tiếp tục kiểm soát Mãn Châu như một quốc gia gần như độc lập. Các quân phiệt địa phương ở Tứ Xuyên, Vân Nam và Quý Châu vẫn tiếp tục cát cứ. Trung Quốc đất rộng dân đông, giàu tài nguyên nhưng lại đang bị suy yếu và chia cắt, là mục tiêu hấp dẫn mà Nhật Bản nhắm đến.

### 21 yêu sách
Năm 1915, Nhật đưa ra 21 yêu sách nhằm tăng cường quyền lợi chính trị và thương mại ở Trung Quốc được Viên Thế Khải chấp thuận. Tiếp sau Chiến tranh thế giới thứ nhất, Nhật giành lấy khu vực ảnh hưởng của Đế quốc Đức ở Sơn Đông, dẫn đến các phong trào biểu tình chống Nhật và biểu tình quần chúng trên khắp Trung Quốc. Trung Quốc dưới thời chính phủ Bắc Dương còn bị chia cắt không thể chống lại sự xâm nhập của nước ngoài cho đến Chiến tranh Bắc phạt năm 1926 – 1928, do Trung Quốc Quốc dân đảng đối lập ở Quảng Châu tiến hành với sự giúp đỡ hạn chế của Liên Xô.

### Sự biến Tế Nam
Quốc dân Cách mệnh Quân do Trung Hoa Quốc dân Đảng thành lập đã tràn qua miền nam và miền trung Trung Quốc cho đến khi bị chặn lại ở Sơn Đông, nơi các cuộc đối đầu với quân đồn trú Nhật leo thang thành xung đột vũ trang. Xung đột này thường được gọi là Sự biến Tế Nam năm 1928. Trong khoảng thời gian đó, quân Nhật đã giết một số quan chức và pháo kích Tế Nam. Khoảng 2.000 đến 11.000 thường dân Trung Quốc và Nhật Bản thiệt mạng trong cuộc xung đột này. Mối quan hệ giữa chính phủ Quốc dân đảng Trung Quốc và Nhật Bản trở nên tồi tệ nghiêm trọng do hậu quả của sự biến Tế Nam.

### Xung đột Trung – Xô
Xung đột từ tháng 7 đến tháng 11 năm 1929 ở tuyến đường sắt phía đông Trung Quốc càng làm gia tăng căng thẳng ở vùng đông bắc, dẫn đến Sự kiện Phụng Thiên và cuối cùng là Chiến tranh Trung – Nhật. Chiến thắng của Hồng quân Liên Xô trước lực lượng của Trương Học Lương không chỉ khẳng định lại quyền kiểm soát của Liên Xô đối với tuyến đường sắt ở Mãn Châu mà còn bộc lộ điểm yếu của quân đội Trung Quốc, điều mà Đạo quân Quan Đông của Nhật nhanh chóng nhận ra.
Màn thể hiện của Hồng quân Liên Xô cũng khiến quân Nhật choáng váng. Mãn Châu là trọng tâm trong chính sách Đại Đông Á của Nhật Bản. Chiến thắng năm 1929 của Hồng quân Liên Xô đã làm lung lay tận gốc chính sách đó và làm vấn đề Mãn Châu tái diễn. Đến năm 1930, Đạo quân Quan Đông nhận ra là họ sẽ đối mặt với Hồng quân đang dần mạnh lên. Giờ hành động ngày một đến gần buộc kế hoạch chinh phục vùng Đông Bắc của Nhật Bản được đẩy nhanh.

### Đảng Cộng sản Trung Quốc
Năm 1926, liên minh Tưởng Giới Thạch - Đảng cộng sản tìm cách thống nhất Trung Quốc. Nhưng tháng 4 năm 1927, Tưởng Giới Thạch bất ngờ tấn công nhằm tiêu diệt Đảng cộng sản, giết hại hàng ngàn người với sự giúp sức từ các băng đảng ở Thượng Hải. Cuộc tàn sát đã khơi mào một cuộc nội chiến với Đảng cộng sản.
Năm 1930, Trung Nguyên Đại chiến nổ ra khắp Trung Quốc với sự tham chiến giữa các tướng quân phiệt từng chiến đấu trong liên minh với Quốc dân Đảng, và Chính phủ Nam Kinh dưới thời Tưởng. Đảng Cộng sản Trung Quốc trước đây đã công khai chiến đấu chống lại chính quyền Nam Kinh sau vụ thảm sát Thượng Hải năm 1927 và tiếp tục phát triển lực lượng trong cuộc nội chiến này. Chính phủ Quốc dân đảng ở Nam Kinh quyết định tập trung toàn lực trấn áp Đảng Cộng sản Trung Quốc thông qua các Chiến dịch bao vây, theo chủ trương "bình định nội bộ trước, sau đó mới kháng cự bên ngoài" (tiếng Trung: 攘外 必先 安 內, nhương ngoại tất tiên yên nội).

## Nhật xâm lược Mãn Châu và Hoa Bắc

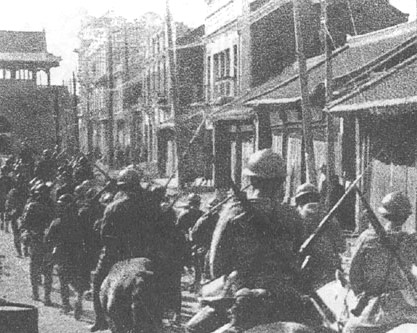
Quân đội Nhật Bản tiến vào Thẩm Dương trong Sự kiện Phụng Thiên

Nhật Bản có tham vọng xâm lược Mãn Châu từ lâu. Ngành công nghiệp Nhật Bản đang rất cần nguồn tài nguyên thiên nhiên lớn, và dân số 30 triệu người của Mãn Châu hứa hẹn sẽ là thị trường tuyệt vời cho xuất khẩu hàng hóa của Nhật Bản trong bối cảnh phương Tây đánh thuế hàng hóa cao dưới tác động của cuộc Đại khủng hoảng. Mặt khác, một trong những mục tiêu chính của quân Nhật là tiếp cận được sông Armur, giáp với Mãn Châu về phía bắc làm đường ranh giới tự nhiên. Lục quân Đế quốc Nhật Bản bắt đầu chiếm đóng một phần đất nước sau sự kiện Phụng Thiên. Vào tháng 2 năm 1932, nhà nước bù nhìn Mãn Châu quốc của Phổ Nghi, vị hoàng đế cuối cùng của Trung Quốc được thành lập. Quân đội Trung Quốc không đủ mạnh để chống lại Nhật Bản nêu đã cầu viện Hội Quốc Liên. Theo báo cáo Lytton thì quân Nhật đã xâm nhập vào Mãn Châu nên Nhật bị gây áp lực buộc phải rút lui khỏi Hội Quốc Liên. Tuy nhiên, không có quốc gia nào phát động chiến dịch chống lại Nhật Bản vào thời điểm đó trên tinh thần của chính sách hòa giải.
Vào ngày 28 tháng 1 năm 1932, quân đội Trung Quốc và Nhật Bản đã chiến đấu quyết liệt để tranh giành quyền kiểm soát thành phố Thượng Hải. Cuộc đụng độ cuối cùng kết thúc bằng việc phi quân sự hóa, cấm Trung Quốc dàn quân ở thành phố. Tại Mãn Châu quốc có diễn ra một chiến dịch nhằm đánh bại Quân tình nguyện kháng Nhật, một tổ chức lập ra từ sự phẫn nộ lan rộng với chính sách không kháng chiến chống Nhật của Chính phủ Trung Hoa Dân Quốc

Sự bành trướng lãnh thổ của Đế quốc Nhật Bản

Năm 1933, quân Nhật tấn công vùng Vạn Lý Trường Thành. Thỏa thuận Đường Cô sau đó được lập ra trao cho Nhật quyền kiểm soát tỉnh Nhiệt Hà cũng như một khu phi quân sự giữa Vạn Lý Trường Thành và khu vực Bắc Kinh-Thiên Tân.
Nhật Bản ngày càng khai thác các xung đột nội bộ của Trung Quốc để làm giảm sức mạnh của các đối thủ yếu thế hơn. Sau nhiều năm Bắc phạt, quyền lực chính trị của chính phủ Quốc dân đảng chỉ giới hạn ở khu vực đồng bằng Trường Giang. Các khu vực khác của Trung Quốc về cơ bản nằm trong tay các quân phiệt địa phương của Trung Quốc. Nhật Bản tìm kiếm sự hợp tác từ nhiều Hán gian và giúp họ thiết lập nên chính phủ thân Nhật. Chính sách này được gọi là Đặc thù hóa Hoa Bắc (tiếng Trung: 華北 特殊化; bính âm: huáběitèshūhùa, Hoa Bắc đặc thù hóa) hay thường được gọi là Phong trào Tự trị Hoa Bắc. Các tỉnh phía bắc bị ảnh hưởng bởi chính sách này là Sát Cáp Nhĩ, Tuy Viễn, Hà Bắc, Sơn Tây và Sơn Đông.
Chính sách này của Nhật có hiệu quả nhất ở khu vực mà ngày nay là Nội Mông và Hà Bắc. Năm 1935, dưới áp lực của Nhật Bản, Trung Quốc đã ký Hiệp định Hà–Umezu, trong đó cấm Quốc dân Đảng tiến hành hoạt động ở Hà Bắc. Cùng năm, Hiệp định Tần–Doihara được ký kết trục xuất quân Quốc dân đảng khỏi Sát Cáp Nhĩ. Do đó, vào cuối năm 1935, chính phủ Trung Hoa Dân Quốc về cơ bản đã từ bỏ miền bắc Trung Quốc. Thay vào đó, Hội đồng Tự trị Đông Hà Bắc do Nhật Bản hậu thuẫn và Hội đồng Chính trị Hà Bắc–Sát Cáp Nhĩ được thành lập. Tại vùng đất trống của Sát Cáp Nhĩ, Chính phủ Quân sự Mông Cổ được thành lập vào ngày 12 tháng 5 năm 1936. Nhật Bản đã cung cấp tất cả các viện trợ quân sự và kinh tế cần thiết. Sau đó, các lực lượng tình nguyện Trung Quốc tiếp tục chống lại sự xâm lược của Nhật Bản ở Mãn Châu, Sát Cáp Nhĩ và Tuy Viễn.

## Xung đột lan rộng

### Nhật xâm lược miền bắc Trung Quốc

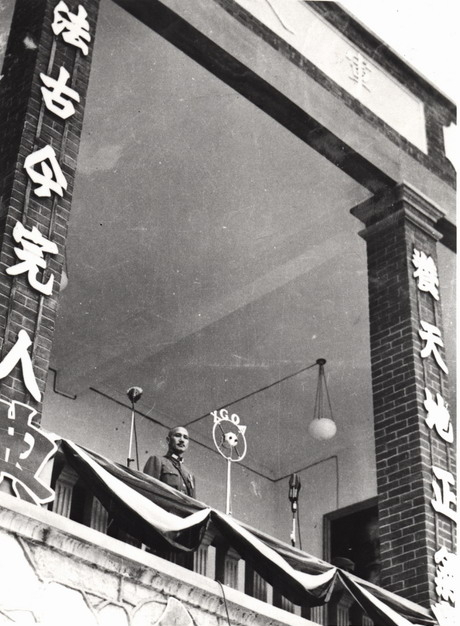
Đại nguyên soái Tưởng Giới Thạch tuyên bố Quốc dân đảng kháng Nhật tại Lộc Sơn vào ngày 10 tháng 7 năm 1937, ba ngày sau Sự biến Lư Câu Kiều.

Đêm 7 tháng 7 năm 1937, quân đội Nhật Bản và Trung Quốc giao chiến ở khu vực gần cầu Macco Polo (hay còn gọi là Lư Câu), khu vực tuyến đường quan trọng dẫn đến Bắc Kinh. Từ những trận giao tranh lộn xộn, nhỏ lẻ đã leo thang thành cuộc chiến tranh toàn diện khiến cả Bắc Kinh và thành phố cảng Thiên Tân rơi vào tay quân Nhật (từ tháng 7 đến tháng 8 năm 1937).
Nhật Bản thông qua "Kế hoạch động viên", yêu cầu Trung Quốc rút quân khỏi tỉnh Hà Bắc. Ngày 26/7, quân Nhật chiếm Lang Phòng [Hà Bắc], nằm giữa Bắc Bình và Thiên Tân. Ngày 27, quân Nhật tiến đến 4 vùng ven đô Bắc Bình. Ngày 28, đánh lớn tại Nam Uyển (Bắc Bình), Phó tư lệnh quân đoàn 29 Đông Lân Các, và Sư đoàn trưởng Triệu Đăng Vũ tử trận. Ngày 30, Bắc Bình bị hãm, hai thành phố lớn nhất Hoa Bắc đều vào tay Nhật, quân đoàn 29 Quốc dân đảng phải rút lui đến tuyến Bảo Định.
Vào ngày 29 tháng 7, khoảng 5.000 quân của Quân đoàn 1 và 2 của Quân đoàn Đông Hồ Bắc đã bị tiêu diệt do chống lại quân đồn trú Nhật. Ngoài quân nhân Nhật Bản thì có khoảng 260 thường dân sống ở Thông Châu theo Hiệp ước Tân Sửu năm 1901 đã bị giết trong cuộc nổi dậy (chủ yếu là người Nhật, bao gồm cả lực lượng cảnh sát và một số người là dân Triều Tiên). Quân Trung Quốc sau đó phóng hỏa và đốt cả thành phố. Chỉ có khoảng 60 thường dân Nhật Bản sống sót, sau này trở thành chứng nhân cung cấp cho các nhà báo và nhà sử học nguồn tư liệu. Tính chất bạo lực của cuộc binh biến ở Thông Châu nhằm vào thường dân Nhật Bản đã khiến dư luận nước này dậy sóng.
2 ngày sau khi Bắc Bình thất thủ, Tưởng Giới Thạch gửi thư cho toàn quốc nói rằng phải "kháng chiến đến cùng, liều chết với Nụy khấu" (giặc Nhật). Các quân phiệt trọng yếu như Bạch Sùng Hy tại Quảng Tây, Diêm Tích Sơn tại Sơn Tây, Lưu Tương tại Tứ Xuyên, Long Vân tại Vân Nam và cả Đảng cộng sản, dù trước đó không phục tùng Tưởng nhưng đều đến dự hội nghị tại Nam Kinh, thống nhất cử Tưởng Giới Thạch làm Tổng tư lệnh kháng chiến toàn quốc.
Sau khi chiếm được Bắc Bình, quân Nhật đánh Nam Khẩu (Hà Bắc); lại từ Sát Cáp Nhĩ đánh xuống Trương Gia Khẩu (Hà Bắc). Cuối tháng 8, Nam Khẩu và Trương Gia Khẩu đều mất. Quân Nhật tiến đánh Đại Đồng (Sơn Tây). Vào ngày 25/9, một sư đoàn Bát lộ quân của Đảng Cộng sản, dưới quyền Lâm Bưu đã phối hợp với quân phiệt vùng Sơn Tây là Diêm Tích Sơn, phục kích tại ải Bình Hình (Sơn Tây), tiêu diệt vài trăm quân Nhật. Đây là chiến thắng đầu tiên của Trung Quốc tại chiến trường Hoa Bắc.
Tháng 9, quân Nhật chiếm Bảo Định (Hà Bắc), tháng 10 chiếm Thạch Gia Trang (Hà Bắc), tháng 11 chiếm An Dương (tỉnh Hà Nam). Một cánh quân theo đường sắt Tân Phố [Thiên Tân – Phố Khẩu) tiến xuống nam chiếm Đức Châu và Tế Nam (tỉnh Sơn Đông), thành phố Thanh Đảo cũng mất.
Tháng 11, quân Nhật đánh chiếm tỉnh Tuy Viễn, 140.000 quân Nhật (trang bị 350 pháo, 150 xe tăng và 300 máy bay) kéo xuống phương nam đánh thành phố Thái Nguyên (Sơn Tây). 280.000 quân Trung Hoa (52 sư đoàn) đánh chặn tại Hân Khẩu phía bắc tỉnh Sơn Tây. Đây là trận đánh lớn phối hợp Quốc - Cộng chống Nhật, chỉ huy gồm Diêm Tích Sơn, Vệ Lập Hoàng, Chu Đức. Quân Trung Quốc thương vong khoảng 100.000. Phía Nhật có 20.000 chết, hơn 10.000 bị thương, mất hàng chục xe tăng và ít nhất 24 máy bay. Rồi quân Nhật từ Nương Tử quan (Sơn Tây) đánh chiếm thành phố Thái Nguyên.

### Trận Thượng Hải

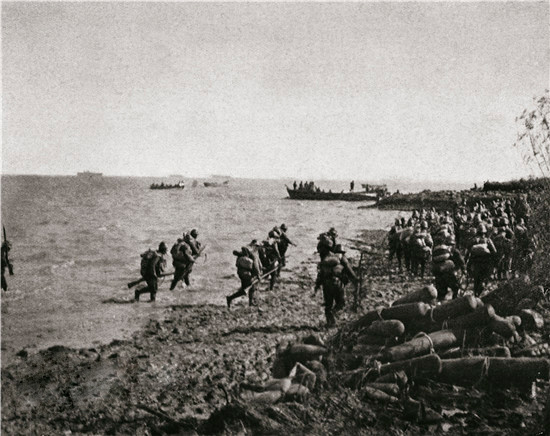
Nhật Bản đổ bộ gần Thượng Hải vào tháng 11 năm 1937

Bộ Tổng tư lệnh Đế quốc ở Tokyo bằng lòng với lợi ích thu được ở miền bắc Trung Quốc sau Sự biến Lư Câu Kiều, bước đầu cho thấy sự miễn cưỡng trong việc leo thang xung đột thành một cuộc chiến tranh toàn diện. Tuy nhiên, Quốc dân Đảng lại cho rằng động thái gây hấn của quân Nhật đã lên tới "cực điểm". Tưởng Giới Thạch nhanh chóng huy động quân đội và không quân của chính quyền trung ương, đặt họ dưới quyền chỉ huy trực tiếp của ông, đồng thời bao vây phố người Nhật ở Khu định cư quốc tế Thượng Hải, nơi 30,000 thường dân Nhật sinh sống cùng 30,000 quân vào ngày 12 tháng 8 năm 1937.
Chúng ta không thể chịu đựng được nữa, chúng ta sẽ không nhân nhượng. Cả dân tộc phải đứng lên và chiến đấu chống lại lũ quân Nhật cướp nước cho đến khi tiêu diệt được chúng và bảo vệ cuộc sống của chúng ta.— Tưởng Giới Thạch

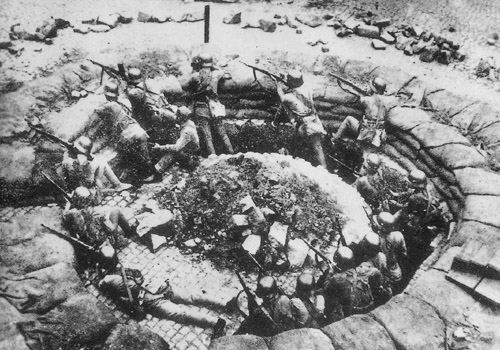
Một tổ súng máy của binh lính Trung Quốc ở Thượng Hải

Quân Nhật ở Thượng Hải không nhiều nên quân Trung Quốc quyết định tấn công tại đây để gây sự chú ý trên trường quốc tế. Vào cuối tháng 7 đầu tháng 8, Trung Quốc tăng quân tại Thượng Hải, và lập kế hoạch chặn khúc sông hẹp tại Giang Âm [Giang Tô] để bắt tàu bè Nhật Bản trên sông Trường Giang. Nhưng Bí thư viện hành chính Hoàng Lăng bị Nhật Bản mua chuộc đã tiết lộ bí mật, nên tàu thuyền cùng Nhật kiều tại Hán Khẩu đã thoát được.
Cuộc chiến tại Thượng Hải có thể chia làm 3 giai đoạn: Giai đoạn 1 - từ ngày 13 đến ngày 22/8, quân Trung Hoa cố gắng đánh tan quân Nhật tại Thượng Hải, nhưng quân Nhật có công sự phòng thủ chắc, lại có không quân và pháo binh tại chiến hạm yểm trợ nên cố thủ được. Giai đoạn 2, từ 23/8 đến 26/10, quân Nhật đổ bộ thêm tại bờ biển tỉnh Giang Tô, quân hai bên chiến đấu ác liệt tranh nhau từng ngôi nhà giống như trận Stalingrad trong chiến tranh Xô - Đức, quân Nhật dần thắng thế. Giai đoạn cuối, từ 27/10 đến đầu tháng 11, quân Trung Hoa rút lui vì sắp bị quân Nhật tấn công cạnh sườn, rồi quân Nhật đuổi theo cho đến tận thành phố Nam Kinh.
Ngày 13 tháng 8 năm 1937, binh lính Quốc dân đảng và máy bay chiến đấu tấn công các vị trí của Thủy quân lục chiến Nhật Bản ở Thượng Hải, mở màn cho cuộc chiến. Khi bắt đầu trận chiến, quân Quốc dân đảng vào khoảng 5 sư đoàn - 70.000 quân, trong khi lực lượng Nhật Bản có khoảng 6.300 lính thủy đánh bộ. Vào ngày 14 tháng 8, máy bay của Quốc dân đảng vô tình thả bom vào Khu định cư quốc tế Thượng Hải, khiến hơn 3.000 thường dân thiệt mạng.
Trong ba ngày từ 14 đến 16 tháng 8 năm 1937, Hải quân Đế quốc Nhật Bản cho xuất kích nhiều máy bay ném bom hạng nặng tầm trung G3M và các loại máy bay của tàu sân bay với kỳ vọng tiêu diệt Không quân Trung Quốc. Tuy nhiên, Hải quân Đế quốc Nhật Bản đã vấp phải sự kháng cự bất ngờ từ các phi đội tiêm kích phòng thủ Curtiss Hawk II / Hawk III và P-26/281 Peashooter của Trung Quốc, khiến quân Nhật chịu tổn thất nặng nề (50%) (ngày 14 tháng 8 sau này được Quốc dân Đảng kỉ niệm là Ngày Không quân Trung Quốc).

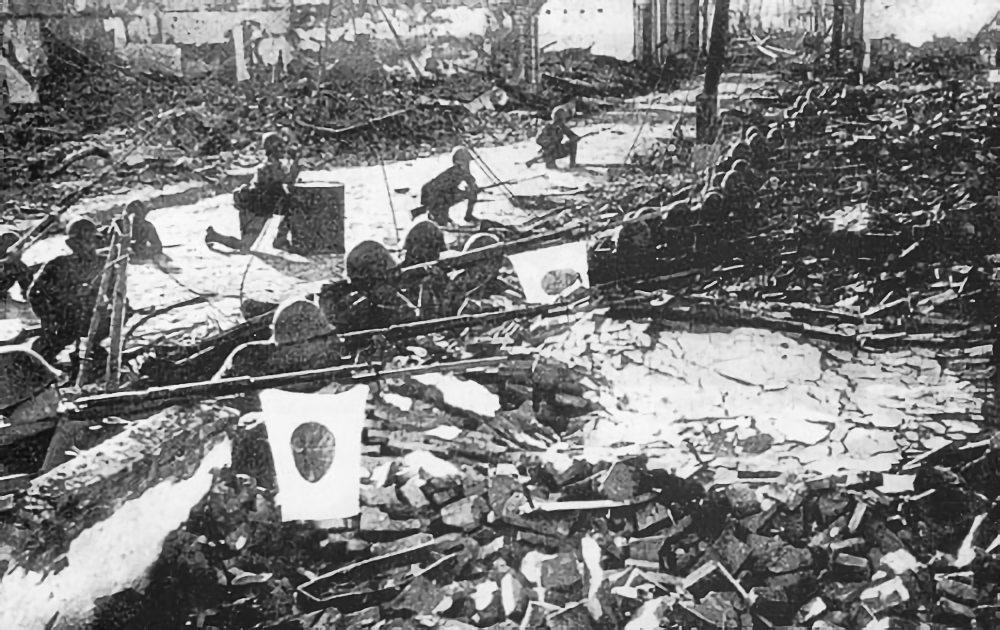
Binh lính Nhật Bản trong đống đổ nát ở Thượng Hải

Vùng trời Trung Quốc đã trở thành khu vực thử nghiệm các thiết kế máy bay chiến đấu hai tầng cánh và một tầng cánh tiên tiến thế hệ mới. Việc đưa máy bay chiến đấu A5M tiên tiến vào chiến trường Thượng Hải–Nam Kinh kể từ ngày 18 tháng 9 năm 1937 đã giúp quân Nhật đạt được ưu thế trên không nhất định. Tuy nhiên, có một số ít phi công kỳ cựu của Trung Quốc cũng như người Mỹ gốc Hoa chứng minh được rằng ngay cả khi sử dụng máy bay hai cánh cũ kĩ và chậm chạp, họ vẫn có khả năng chống lại những chiếc A5M bóng bẩy trong các trận dogfight, đồng thời chứng tỏ rằng việc chiến đấu với Không quân Trung Quốc là cuộc chiến tranh tiêu hao. Vào ngày 23 tháng 8, Không quân Trung Quốc tấn công cuộc đổ bộ của quân Nhật cùng với máy bay cường kích Hawk III và máy bay hộ tống tiêm kích P-26/281 tại Ngô Tùng Khẩu ở phía bắc Thượng Hải. Nhật Bản đã đánh chặn hầu hết cuộc tấn công bằng máy bay chiến đấu A2N và A4N xuất kích từ tàu sân bay Hosho và Ryujo, bắn hạ một số máy bay Trung Quốc nhưng mất một chiếc A4N trong trận không chiến với Trung úy Hoàng Tân Thụy trên máy bay P-26/281. Quân tiếp viện Nhật Bản đã thành công trong việc đổ bộ lên phía bắc Thượng Hải.
Trung tuần tháng 9, quân Trung Quốc rút ra trận địa dự bị thứ nhất tại Bảo Sơn (phía bắc Thượng Hải); lúc bấy giờ quân Nhật có khoảng 10 vạn, quân Trung Hoa khoảng trên 30 vạn. Hạ tuần tháng 9, quân Trung Hoa lại rút đến trận địa dự bị thứ hai tại La Điếm, gần kề Bảo Sơn. Tháng 10 quân Nhật tăng đến trên 20 vạn, quân Trung Hoa đến 50 vạn, ngoài quân trung ương còn có quân phiệt các tỉnh Quảng Tây, Quảng Đông, Tứ Xuyên, Hồ Nam cử quân đến tham gia chiến đấu. Trận chiến rất ác liệt, hai bên giành nhau từng ngôi nhà. Ngày 26/10, các trận địa chủ yếu đều bị chiếm, quân Trung Hoa rút sang phía tây Thượng Hải. Một số tướng lĩnh như Lý Tông Nhân đề nghị rút lui về giữ Nam Kinh, nhưng Tưởng vẫn ra lệnh quân đội cố bám giữ Thượng Hải, vì cường quốc 9 nước đang họp tại Bruxelles (Bỉ), Tưởng mong gây ảnh hưởng để các nước phương Tây tham gia vào cuộc chiến. Nhưng đến ngày 9/11, quân Trung Hoa phải rút toàn bộ sang phía tây.
Lục quân Đế quốc Nhật Bản cuối cùng đã điều hơn 200.000 quân, cùng với nhiều tàu hải quân và máy bay để chiếm thành phố. Sau hơn ba tháng chiến đấu căng thẳng, thương vong của họ vượt xa dự kiến ban đầu. Vào ngày 26 tháng 10, Quân đội Nhật Bản chiếm được Đại Xưởng, cứ điểm quan trọng ở Thượng Hải và vào ngày 5 tháng 11, quân tiếp viện của Nhật Bản đổ bộ từ Vịnh Hàng Châu. Cuối cùng, vào ngày 9 tháng 11, Quốc dân Cách mệnh quân phải rút toàn bộ quân.

### Thảm sát Nam Kinh

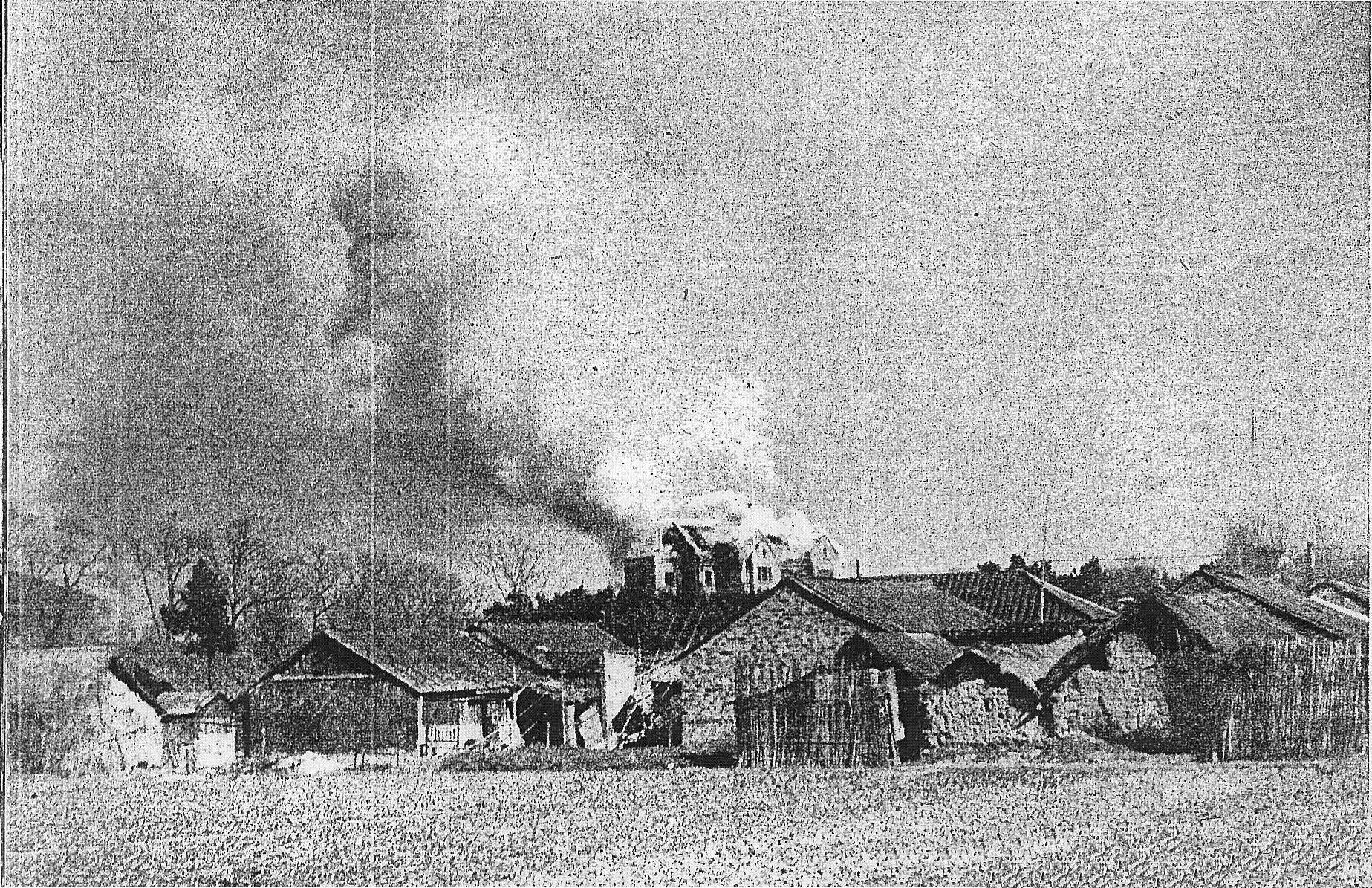
Đại sứ quán Liên Xô ở Nam Kinh bị đốt phá ngày 1 tháng 1 năm 1938.

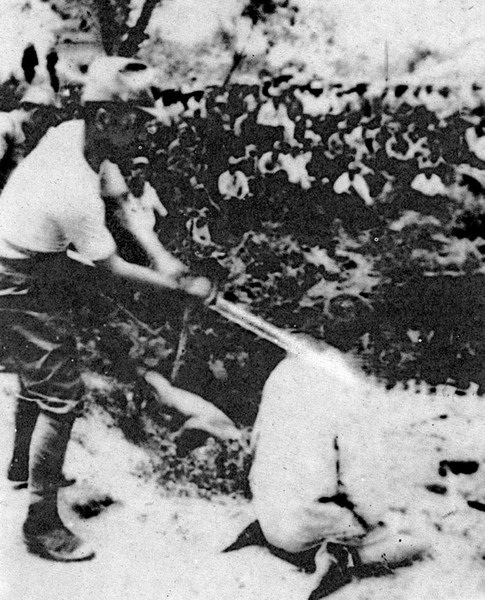
Một tù binh Trung Quốc sắp bị một sĩ quan Nhật Bản chặt đầu bằng shin gunto

Sau khi giành chiến thắng nhọc nhằn tại Thượng Hải, Lục quân Đế quốc Nhật Bản đã chiếm được thủ phủ Nam Kinh của Quốc dân Đảng (tháng 12 năm 1937) và Bắc Sơn Tây (từ tháng 9 đến tháng 11 năm 1937). Chiến dịch này có sự tham gia của khoảng 350.000 lính Nhật và quân số Trung Quốc nhiều hơn đáng kể.
Ngày 20/11/1937, Quốc dân đảng bắt đầu dời chính phủ từ Nam Kinh đến Trùng Khánh (Tứ Xuyên), đồng thời ra tuyên bố khen ngợi 3 tháng chiến đấu tại Thượng Hải. Nhưng sau trận Thượng Hải, quân đội Quốc dân đảng tổn thất đến 6/10, không có cách gì ngăn chặn quân Nhật. Các phòng tuyến dự bị từ sông Trường Giang đến Tô Châu [Giang Tô], Gia Hưng [Chiết Giang] đến Vô Tích, Giang Âm (Giang Tô) đều thất thủ. Ngày 13/12, thủ đô Nam Kinh bị Nhật chiếm; ngày 24 mất tiếp Hàng Châu (Chiết Giang).
Các nhà sử học ước tính rằng từ ngày 13 tháng 12 năm 1937 đến cuối tháng 1 năm 1938, lực lượng Nhật Bản đã giết hoặc làm bị thương khoảng 40.000 đến 300.000 người Trung Quốc (chủ yếu là dân thường) trong đợt "Thảm sát Nam Kinh" (hay còn được gọi là "Cưỡng hiếp Nam Kinh") sau khi Nam Kinh thất thủ. Tuy nhiên, nhà sử học David Askew thuộc Đại học Ritsumeikan của Nhật Bản lập luận rằng ít hơn 32.000 dân thường và binh lính đã chết và không quá 250.000 dân thường có thể ở lại Nam Kinh. Phần lớn trong số họ đã trú ẩn trong Khu an toàn Nam Kinh, khu vực an toàn do nước ngoài thành lập, dẫn đầu là John Rabe, quan chức Đảng Quốc xã.
Năm 2005, một cuốn sách giáo khoa lịch sử do Hiệp hội Cải cách Sách giáo khoa Lịch sử Nhật Bản biên soạn, được chính phủ phê duyệt vào năm 2001, đã gây ra sự phản đối kịch liệt ở Trung Quốc và Hàn Quốc. Nó gọi Vụ thảm sát Nam Kinh và các hành động tàn bạo khác như vụ thảm sát ở Manila là một "sự biến", che đậy vấn đề phụ nữ giải khuây và chỉ đề cập ngắn gọn đến cái chết của binh lính và thường dân Trung Quốc ở Nam Kinh. Bản sao phiên bản năm 2005 của sách giáo khoa trung học cơ sở có tiêu đề Sách giáo khoa Lịch sử Mới không thấy đề cập đến vụ "Thảm sát Nam Kinh" hay "Sự biến Nam Kinh". Quyển sách chỉ có một câu duy nhất đề cập đến sự kiện này là: "Họ [quân Nhật] đã chiếm thành phố đó vào tháng 12". Tính đến năm 2015, một số nhà sử học cánh hữu Nhật Bản phủ nhận rằng vụ thảm sát từng xảy ra và đã vận động thành công để sửa đổi và loại trừ thông tin ra khỏi sách giáo khoa Nhật Bản.

### Nhật Bản tiến công năm 1938

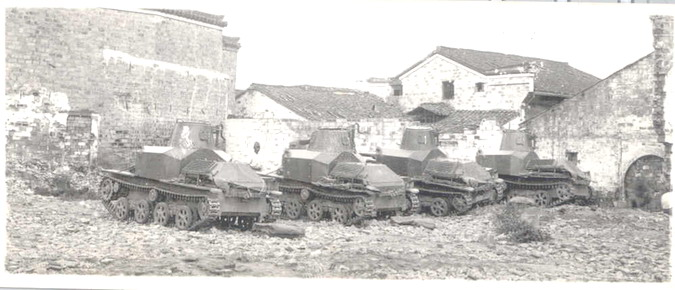
Xe bọc thép hạng nặng Type 92 gần Nam Kinh năm 1941

Vào đầu năm 1938, giới lãnh đạo ở Tokyo vẫn hy vọng hạn chế phạm vi xung đột để chiếm các khu vực xung quanh Thượng Hải, Nam Kinh và phần lớn miền bắc Trung Quốc. Họ nghĩ rằng điều này sẽ bảo toàn sức mạnh cho một cuộc đối đầu có thể xảy ra với Liên Xô nhưng hiện tại, chính phủ Nhật Bản và Bộ Tổng Tư lệnh đã mất quyền kiểm soát thực sự đối với quân đội Nhật Bản ở Trung Quốc. Sau khi giành được nhiều thắng lợi, các tướng lĩnh Nhật Bản đã leo thang với Trận Từ Châu nhằm tìm cách quét sạch sự kháng cự của quân Trung Quốc nhưng lại thất bại trong trận Đài Nhi Trang (từ tháng 3 đến tháng 4 năm 1938). Chiến dịch Từ Châu có 600.000 quân Trung Hoa do Lý Tông Nhân chỉ huy, thương vong 100.000. Phía Nhật do Hata Shunroku (Tự Nội Thọ Nhất) chỉ huy, quân số 240.000, thương vong khoảng 30.000. Ngày 7/4, quân Nhật phải rút. Quân Nhật đổi hướng tấn công tại vùng giáp giới các tỉnh Sơn Đông, Hà Nam. Tháng 5, quân Trung Hoa rút khỏi Từ Châu, rồi chuyển quân sang phía Đông Hà Nam.
Sau đó, Bộ Tổng Tư lệnh Nhật thay đổi chiến lược và triển khai gần như tất cả các đội quân hiện có ở Trung Quốc để tấn công thành phố Vũ Hán, nơi đã trở thành trung tâm chính trị, kinh tế và quân sự của Trung Quốc, với hi vọng là tiêu diệt sức mạnh chiến đấu của Quốc dân Cách mệnh quân và buộc chính phủ Quốc dân Đảng phải đàm phán hòa bình.
Từ tháng 2/1938, máy bay Nhật oanh kích Vũ Hán; tháng 6, hải quân Nhật ngược sông Trường Giang chiếm An Khánh, rồi phối hợp với lục quân chiếm các đồn ải quan trọng tại tỉnh Giang Tây. Ngày 25/7 chiếm Cửu Giang (Giang Tây), bắt đầu giao chiến ở vùng xung quanh Vũ Hán. Quân Nhật chia làm 3 đường tiến đánh: một đạo theo đường sông Trường Giang đánh Nam Xương, trung tuần tháng 10 đánh phía nam tỉnh Hồ Bắc. Một đạo quân từ Hà Nam đánh thẳng xuống, lại một đạo quân khác đi vòng đến Hán Khẩu; binh lực có đến trên 12 sư đoàn, 3 mặt bao vây Vũ Hán. Trung Quốc bèn đánh sau lưng quân Nhật, rồi bắt đầu rút, ngày 25/10 thì rút xong. Cuộc chiến Vũ Hán kéo dài trong 4 tháng, là trận đại chiến thứ 4 sau Thượng Hải, Sơn Tây, Từ Châu. Quân Nhật đã huy động 350 - 400 nghìn quân, 120 tàu chiến và trên 500 máy bay, bị thương vong khoảng 70 - 100 nghìn quân, mất hơn 100 máy bay. Quân Trung Hoa huy động tới gần 1 triệu quân, thương vong khoảng 256.000 người.
Vào ngày 6 tháng 6, quân Nhật chiếm Khai Phong, thủ phủ của Hà Nam và đe dọa chiếm Trịnh Châu, ngã ba của đường sắt Bình Hán và Long Hải. Để chặn bước tiến của quân Nhật ở miền tây và nam Trung Quốc, Tưởng Giới Thạch theo gợi ý của Trần Quả Phu đã ra lệnh phá các con đê trên sông Hoàng Hà gần Trịnh Châu. Kế hoạch là phá vỡ đê ở Chu Khẩu nhưng do gặp một số khó khăn nhất định nên quyết định là phá đê Hoa Viên Khẩu ở bờ nam vào ngày 5 tháng 6 và ngày 7 tháng 6, khiến nước lũ tràn qua đông Hà Nam, trung An Huy và bắc trung Giang Tô. Lũ lụt bao phủ và phá hủy hàng ngàn cây số vuông đất nông nghiệp và dời cửa sông Hoàng Hà hàng trăm dặm về phía nam. Hàng nghìn ngôi làng bị ngập lụt hoặc bị phá hủy và hàng triệu người dân buộc phải sơ tán khỏi nhà của họ. Ước tính khoảng 400.000 người bao gồm cả lính Nhật chết đuối và thêm 10 triệu người trở thành người tị nạn. Mặc dù vậy, Nhật Bản vẫn chiếm được Vũ Hán vào ngày 27 tháng 10 năm 1938, buộc Quốc dân Đảng phải rút về Trùng Khánh. Tuy nhiên, Tưởng Giới Thạch vẫn từ chối đàm phán, nói rằng ông sẽ chỉ xem xét thương lượng nếu Nhật Bản đồng ý rút về biên giới của năm 1937 trở về trước.
Sau những trận giao tranh ác liệt, quân Quốc dân đảng rút vào nội địa xa hơn, đến Trùng Khánh. Trong khi trên đường đến Trùng Khánh, quân đội Quốc dân đảng đã tạo ra "ngọn lửa Trường Sa", như một phần của chính sách tiêu thổ kháng chiến. Đám cháy đã phá hủy phần lớn thành phố, giết chết 20.000 thường và hàng trăm nghìn người mất nhà cửa. Do một lỗi tổ chức (đã được xác nhận), đám cháy đã bắt đầu mà không có bất kỳ cảnh báo nào cho người dân thành phố. Quốc dân đảng cuối cùng đã đổ lỗi cho ba chỉ huy địa phương về vụ hỏa hoạn và hành quyết họ. Các tờ báo trên khắp Trung Quốc đổ lỗi vụ hỏa hoạn là do những người theo chủ nghĩa đốt phá (không thuộc Quốc Dân Đảng), nhưng ngọn lửa đã góp phần làm mất sự ủng hộ trên toàn quốc đối với Quốc Dân Đảng.
Khi tổn thất và chi phí cho chiến tranh của quân Nhật tăng lên, Bộ Tổng Tư lệnh Đế quốc ở Tokyo quyết định tiến hành các cuộc không kích trả đũa nhằm vào Trùng Khánh và các thành phố lớn khác do Trung Quốc quản lý khiến hàng triệu người thiệt mạng, bị thương hoặc mất nhà cửa. Từ tháng 5 năm 1938 đến tháng 6 năm 1941, Không quân Nhật Bản đã thực hiện 218 cuộc không kích vào các thành phố, giết chết tổng cộng 12.000 người. Ở Trùng Khánh, các cuộc tấn công được báo hiệu bằng còi nhưng ở những khu định cư khác thì báo hiệu bằng bóng bay mắc lên cột điện. Người Trùng Khánh đã đào những khu hầm tránh bom, nhưng vào tháng 6/1941, phát sinh tai nạn sập đường hầm làm chết 2 vạn người.
Tại miền nam, Nhật Bản oanh kích Quảng Châu rồi ngày 12/10, 4 vạn quân Nhật đổ bộ tại Đại Á loan, ngày 21/10 chiếm Quảng Châu.
Quân Nhật từng tuyên bố sẽ chiến thắng trong 3 tháng, nhưng hiện tại đã 15 tháng mà chiến sự vẫn ác liệt. Nhật Bản đã chiếm nhiều vùng, phía bắc từ tỉnh Sát Cáp Nhĩ, phía nam tới Quảng Đông, đông đến Thượng Hải, tây đến Vũ Hán, các tỉnh đông nam và hạ lưu sông Trường Giang, là những khu vực kinh tế chủ lực của Trung Quốc. Nhưng quân Nhật chỉ có thể kiểm soát các đô thị, đường lưu thông huyết mạch thuỷ bộ, chứ không đủ quân để kiểm soát được vùng nông thôn rộng lớn. Trung Quốc vẫn giữ được các tỉnh miền tây nam, tây bắc; cùng đại bộ phận vùng nông thôn. Sau khi quân chủ lực Trung Quốc rút đi, một bộ phận vẫn lưu lại vùng sau lưng địch, tổ chức đánh quấy rối. Tại Sơn Tây, Diêm Tích Sơn tổ chức "Quân dân đại đồng minh"; Bát lộ quân thì hoạt động mạnh tại miền đông bắc. Tại Giang Tô - An Huy, quân du kích cùng Tân Tứ quân không ngừng uy hiếp lưu thông trên sông Trường Giang.

### Trung Quốc phản công và bế tắc

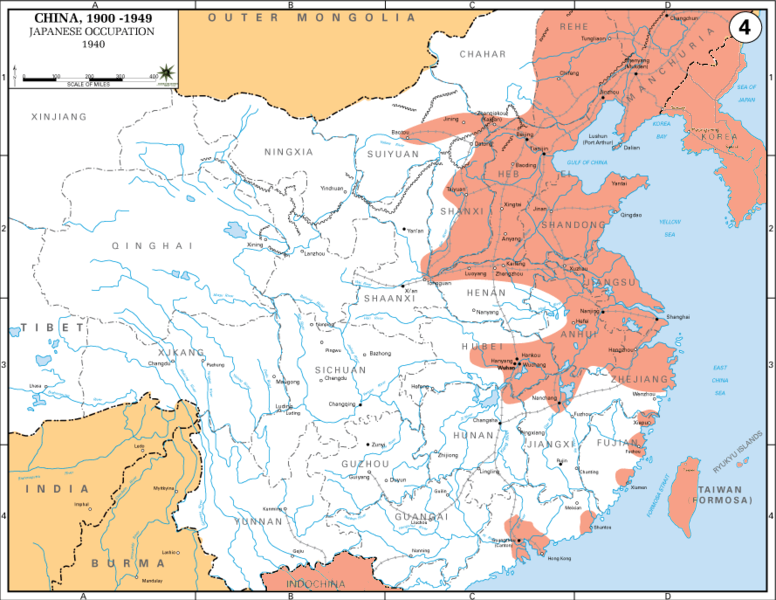
Bản đồ thể hiện mức độ chiếm đóng của Nhật Bản năm 1941 (màu đỏ)

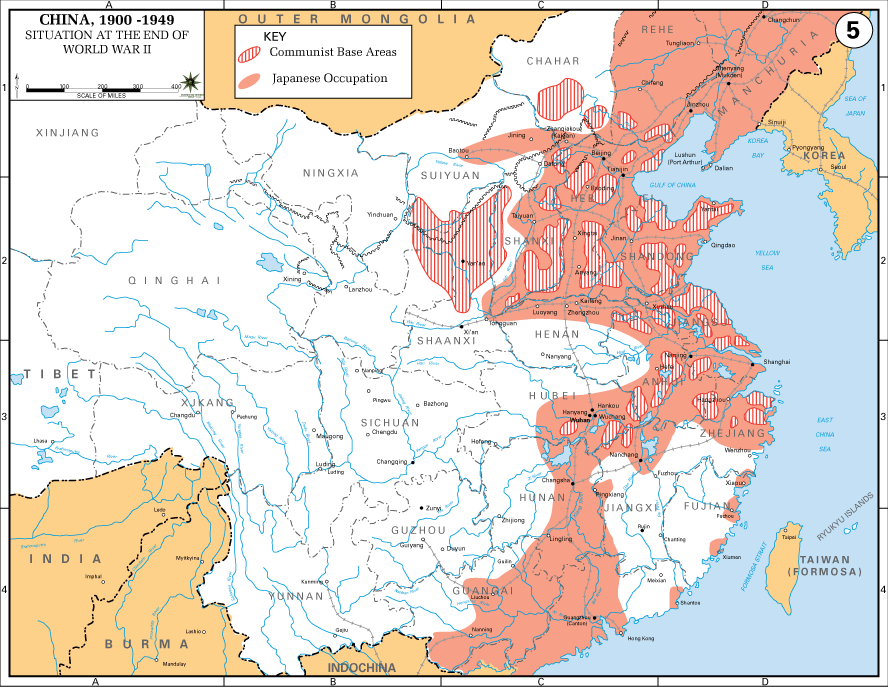
Sự chiếm đóng của Nhật Bản (màu đỏ) ở miền đông Trung Quốc lúc gần kết thúc chiến tranh và khu vực căn cứ của Đảng Cộng sản (sọc)

Năm 1939, cuộc chiến bước sang một giai đoạn mới sau những thất bại chưa từng có của quân Nhật trong trận Tùy Huyện–Tảo Dương, trận Nam Quảng Tây, trận Trường Sa và trận Tảo Dương-Nghi Xương.
Trong Trận Trường Sa (1939), tháng 9/1939, Nhật Bản mở chiến dịch nhằm vào thành phố Trường Sa với 100.000 quân, 12 tàu chiến và hơn 100 máy bay. Quân Trung Quốc có 240.000 người, chia làm 30 sư đoàn. Quân Trung Quốc phòng thủ Trường Sa ngoài lợi thế về mặt số lượng, còn có vị tư lệnh là tướng Tiết Nhạc (Xue Yue), người nổi tiếng là dũng cảm và được lòng các binh sĩ dưới quyền. Trận Trường Sa khiến quân Trung Quốc tổn thất 44.000 người, nhưng lực lượng Nhật Bản đã phải rút lui, Trung Quốc giữ vững tuyến đường sắt chiến lược. Đây cũng là lần đầu tiên Nhật Bản tổn thất một số lượng quân tương đương Trung Quốc (hơn 40.000 người), tương đương gần một nửa lực lượng tham chiến.
Kết quả thuận lợi đã khuyến khích giới lãnh đạo quân đội Trung Quốc mở cuộc phản công quy mô lớn đầu tiên vào cuối năm 1939. Tuy nhiên, do năng lực công nghiệp quân sự thấp và thiếu kinh nghiệm trong chiến tranh hiện đại nên quân đội Trung Quốc bị đánh bại. Nhà sử học Rudolph Joseph Rummel gọi cuộc phản công là một thất bại trực tiếp. Sau đó, Tưởng không thể mạo hiểm thêm bất kỳ chiến dịch tấn công tổng lực nào nữa do tình trạng quân đội huấn luyện sơ sài, trang bị kém và vô tổ chức cũng như đường lối lãnh đạo bị Quốc dân đảng và các quân phiệt tại Trung Quốc nói chung phản đối. Ông đã mất đi những binh lính tốt nhất của mình trong trận Thượng Hải và hiện phải lệ thuộc vào chính các tướng lĩnh quân phiệt của mình, những người đang có quyền tự trị cao khỏi chính quyền trung ương Quốc dân Đảng.

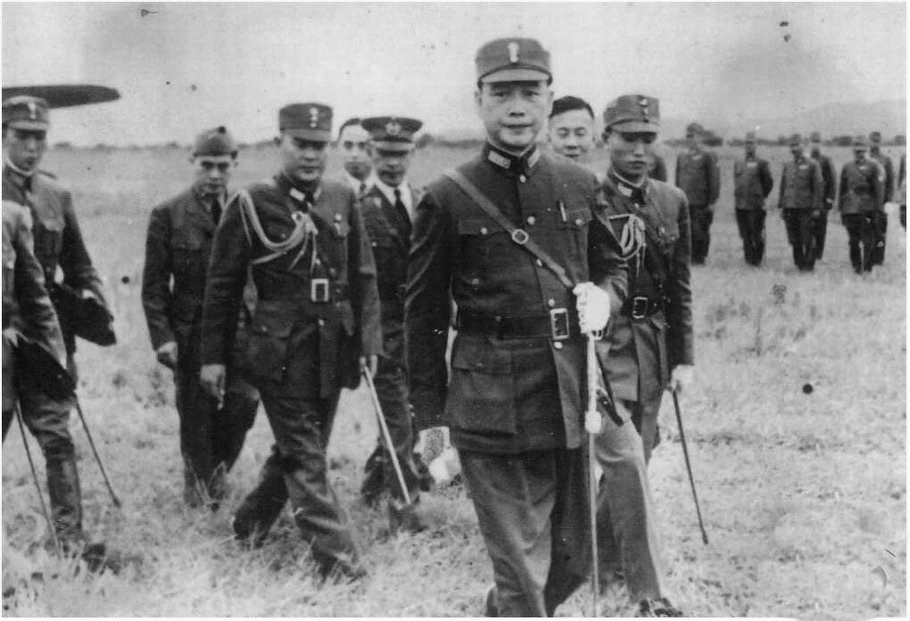
Uông Tinh Vệ và các sĩ quan của Hòa bình Kiến quốc Quân

Sau năm 1940, quân Nhật gặp những khó khăn to lớn trong việc quản lý và bố trị lực lượng đồn trú tại các vùng lãnh thổ do họ nắm giữ. Họ cố gắng giải quyết vấn đề bằng cách thực hiện chiến lược thành lập các chính phủ bù nhìn thân Nhật phục vụ cho lợi ích của quân Nhật trên các vùng lãnh thổ bị chiếm đóng. Sau khi chiếm cứ Bắc Bình, Thiên Tân, Thái Nguyên, tháng 12/1937 Nhật cho lập "Trung Hoa dân quốc lâm thời chính phủ", dùng Vương Khắc Mẫn làm bù nhìn; trên danh nghĩa là quản trị vùng Hoa Bắc, trên thực tế là vơ vét của cải để thực hiện chính sách "Lấy chiến tranh nuôi chiến tranh" cho quân Nhật. Vào tháng 3/1938, Nhật thành lập tại Nam Kinh "Duy tân chính phủ" do Lương Hồng Chí làm bù nhìn, trên danh nghĩa cai trị miền Hoa Đông. Đáng chú ý nhất là Chính phủ Nam Kinh Quốc dân Đảng thành lập 29/3/1940 do Uông Tinh Vệ, cựu Thủ tướng Quốc dân Đảng cầm đầu. Tuy nhiên, do quân Nhật đã gây ra nhiều tội ác chiến tranh cũng như không ủy thác bất cứ quyền lực thực tế nào cho chính phủ bù nhìn nên các lãnh đạo bù nhìn người Trung Quốc nhanh chóng mất lòng tin và không tác động gì nhiều đến tình hình chung ở Trung Quốc. Thành công duy nhất mà Nhật Bản đạt được là thành lập nên Hòa bình Kiến quốc Quân để giữ gìn trật tự trị an trong các khu vực chiếm đóng. Ngày 10/11/1944, Uông mất vì bệnh tại Nhật, rồi đem về chôn bên cạnh mộ Tôn Trung Sơn, tại Trung Sơn Lăng, Nam Kinh (sau khi Nhật đầu hàng, mộ của Uông bị phá huỷ vào năm 1946, thi thể bị thiêu trụi vì tội làm Hán gian).
Về phía Đảng Cộng sản, từ tháng 8/1940 đến tháng 1/1941, tại Hà Bắc, Sơn Tây, Bát lộ quân huy động 200.000 quân với tổng cộng 105 trung đoàn tham gia, nên có tên "Đại chiến Bách Đoàn", dưới quyền chỉ huy của tướng Chu Đức, Bành Đức Hoài. Phía Nhật có 270.000 quân cộng thêm 150.000 lính ngụy (người Trung Quốc phục vụ cho Nhật). Hồng quân tấn công đường sắt tại các tuyến như Bình Hán (Bắc Bình – Hán Khẩu), Chính Thái (Thạch Gia Trang – Thái Nguyên), Tân Phố (Thiên Tân – Phố Khẩu); phá các mỏ khoáng, chiếm cứ Nương Tử Quan tại tỉnh Sơn Tây. Hồng quân Trung Quốc tuyên bố đã giết hoặc làm bị thương 20,645 lính Nhật và 5.155 lính ngụy, bắt sống 281 lính Nhật và 18.407 lính ngụy, thu 46.380 vũ khí; phá hủy 2.993 đồn bốt, 948 dặm đường sắt, 3.004 dặn đường bộ, 213 cầu, 37 ga tàu hỏa, 11 hầm ngầm. Phía Trung Quốc tổn thất 17.000 người chết hoặc bị thương, ngoài ra có 20.000 người bị nhiễm độc do vũ khí hóa học của quân Nhật. Đây là chiến dịch đánh lớn đầu tiên của Đảng Cộng sản (trước đó họ chủ yếu đánh du kích), chiến thắng này có ý nghĩa quan trọng trong việc chống quân Nhật càn quét, phát triển lực lượng và tích lũy kinh nghiệm cho các chiến dịch lớn sau này
Đến năm 1941, Nhật Bản đã nắm giữ hầu hết các khu vực ven biển phía đông của Trung Quốc và Việt Nam nhưng các cuộc giao tranh du kích vẫn tiếp tục diễn ra ở những khu vực bị chiếm đóng này. Nhật Bản phải hứng chịu nhiều thương vong do sự phản kháng bất ngờ của Trung Quốc và không bên nào có thể đẩy nhanh tiến độ.
Quân Nhật thì lo củng cố các cứ điểm, bảo hộ các tuyến giao thông thuỷ bộ, mở rộng khu vực chiếm lĩnh; từ năm 1939 đến 1941 lại tấn công. Xét về các chiến dịch tương đối lớn có thể kể đến:
- Chiến trường tại miền bắc tỉnh Giang Tây xảy ra 2 lần. Lần thứ nhất vào tháng 3/1939, khoảng 5 vạn quân Nhật tiến đánh Nam Xương; quân Trung Hoa khoảng 20 vạn. Lần thứ hai vào tháng 3/1941, quân Nhật huy động 4 vạn, quân Trung Hoa đông gấp bội, kịch chiến trong vòng 2 tuần. Cả 2 lần quân Nhật bị tổn thất lớn và không chiếm được Nam Xương.
- Tại vùng tây bắc tỉnh Hồ Bắc và phía nam tỉnh Hà Nam, cuối tháng 4/1939, giao chiến tại Tuỳ huyện (Hồ Bắc), lực lượng Trung Quốc do Lý Tông Nhân chỉ huy chặn được quân Nhật, Trung Hoa tổn thất 28.000 quân, phía Nhật 21.000. Tháng 5/1940, quân Nhật lại tiến đánh, Tổng tư lệnh tập đoàn quân Trương Bạch Trung tử trận. Tháng 6 quân Nhật chiếm Nghi Xương [Hồ Bắc] cắt đứt đường thuỷ từ Hồ Nam đến Tứ Xuyên, lại dùng phi trường nhỏ nơi này điều máy bay oanh kích Trùng Khánh.
- Tháng 11/1938, quân Nhật từ Hồ Bắc xâm nhập Nhạc Dương (Hồ Nam), tỉnh trưởng Hồ Nam Trương Trị Trung ra lệnh phóng hoả chặn quân Nhật, cả tỉnh lỵ Trường Sa gần bị thiêu trụi. Tháng 9/1939, quân Nhật huy động 10 vạn quân; bị quân Trung Hoa với lực lượng 24 vạn dưới quyền chỉ huy của Trần Thành, Tiết Nhạc đẩy lui, mỗi bên tổn thất hơn 4 vạn người. Vào ngày 6/9/1941, 12 vạn quân Nhật lại tiến đánh Trường Sa lần thứ hai. 30 sư đoàn Trung Hoa với 30 vạn quân dưới quyền chỉ huy của Tiết Nhạc chiếm lại được thành phố; đến ngày 30/9 quân Nhật rút lui, ước tính Trung Quốc tổn thất hàng chục nghìn quân còn Nhật Bản mất 7.000 quân. Tháng 12/1941 đến tháng 1/1942, Nhật Bản lại huy động 12 vạn quân đánh Trường Sa lần thứ 3. Tướng Tiết Nhạc đã giăng bẫy phục kích sẵn, quân Nhật lại thất bại. Trung Quốc tuyên bố hơn 55.000 quân Nhật đã bị tiêu diệt, quân Trung Quốc chỉ tổn thất 28.000 người.
- Phía nam tỉnh Quảng Tây, vào tháng 2/1939 quân Nhật chiếm đảo Hải Nam, tháng 11, đổ bộ tại vịnh Khâm châu [Quảng Tây], chiếm tỉnh lỵ Nam Ninh, cắt hoàn toàn đường giao thông giữa Quảng Tây và Việt Nam. Tháng 12, 16 vạn quân Trung Hoa do Bạch Sùng Hy chỉ huy phản công, kịch chiến tại ải Côn Lôn [Kunlun pass] trong vòng 2 tháng. Trung Hoa tổn thất khoàng 23.000 quân, phía Nhật hơn 8.100 quân. Ngoài ra vào tháng 4/1941, Nhật tiếp tục chiếm các vùng duyên hải đông nam như Ninh Ba [Chiết Giang], Ôn châu, Phúc châu [Phúc Kiến].
- Chiến dịch tại vùng núi Trung Điều, phía đông nam tỉnh Sơn Tây: Tháng 5/1941, 6 vạn quân Nhật tấn công, 10 vạn quân Trung Hoa chiến đấu trong 10 ngày, sau đó phải rút lui, một cánh xuống Hà Nam phía nam, 1 cánh chuyển đến núi Thái Hàng (Sơn Tây).

### Giai đoạn cuối (1942-1945)
Trong giai đoạn này, do phải chia quân cho các mặt trận khác ở Thái Bình Dương và Đông Nam Á nên Nhật Bản giảm hẳn các chiến dịch tấn công. Quân Nhật tập trung vào việc đóng giữ các lãnh thổ đã chiếm được ở Trung Quốc, vơ vét tài nguyên, lương thực để chở về nước phục vụ cho nhu cầu chiến tranh.
Đến năm 1943, Quảng Đông trải qua một nạn đói. Khi tình hình trở nên tồi tệ hơn, những người đồng hương Trung Quốc ở New York nhận được một lá thư viết rằng 600.000 người đã bị chết đói ở Tứ Ấp.
Mùa xuân năm 1944, người Mỹ bắt đầu sử dụng Trường Sa làm căn cứ cho các máy bay B-29 ném bom vào các mục tiêu công nghiệp ở Nhật Bản. Mùa hè năm 1944, Nhật bản mở Chiến dịch Ichi-Go, huy động tới 500.000 quân, đánh dấu chiến dịch quân sự lớn nhất của Nhật ở châu Á trong giai đoạn này. Những trận đánh lớn nhất trong Chiến dịch Ichi-Go là trận tấn công Lạc Dương (có tài liệu gọi là trận miền Trung Hà Nam) từ 17/4 đến 25/5 năm 1944, trận Hồ Nam từ cuối tháng 5 đến tháng 8 năm 1944, trận Hành Dương từ 22/6 đến 11/8 năm 1944, trận Quế Lâm-Liễu Châu từ 16/8 đến 24/11 năm 1944. Tổng cộng, Trung Quốc tổn thất 90.000 quân (17.000 ở Hành Dương) trong khi Nhật bản mất 66.000 quân (19.000 ở Hành Dương). Trận Quế Lâm-Liễu Châu, Trung Quốc cũng thất bại với 25.000 thương vong, 30 máy bay B-29 của Mỹ đóng ở đó cũng bị phá hủy, Nhật chỉ mất 5.665 người. Không còn căn cứ ở Trường Sa, Mỹ buộc phải chuyển sang xây căn cứ không quân trên đảo Saipan ở Thái Bình Dương.

## Hợp tác và phản kháng

### Chiến lược kháng chiến của Trung Quốc
Chiến lược của Trung Quốc để đẩy lùi quân xâm lược Nhật Bản có thể được chia thành hai giai đoạn chính:
Giai đoạn 1: 7 tháng 7 năm 1937 (Sự biến Lư Câu Kiều) – 25 tháng 10 năm 1938 (Trận Vũ Hán)
Không giống như Nhật Bản, Trung Quốc không có sự chuẩn bị cho chiến tranh toàn diện và ít sức mạnh công nghiệp quân sự, không có sư đoàn cơ giới và lực lượng thiết giáp không nhiều. Cho đến giữa những năm 1930, Trung Quốc đã hy vọng rằng Hội Quốc Liên sẽ đưa ra các biện pháp đối phó với sự xâm lược của Nhật Bản. Hơn nữa, trong thời kỳ này, Quốc Dân Đảng ngày càng sa đà vào cuộc nội chiến chống lại Đảng Cộng sản Trung Quốc. Tưởng Giới Thạch coi trật tự nội bộ quan trọng hơn nhiều so với cuộc kháng chiến chống quân Nhật, ông từng nói rằng: "Người Nhật là bệnh ngoài da, Cộng sản mới là bệnh trong tâm".

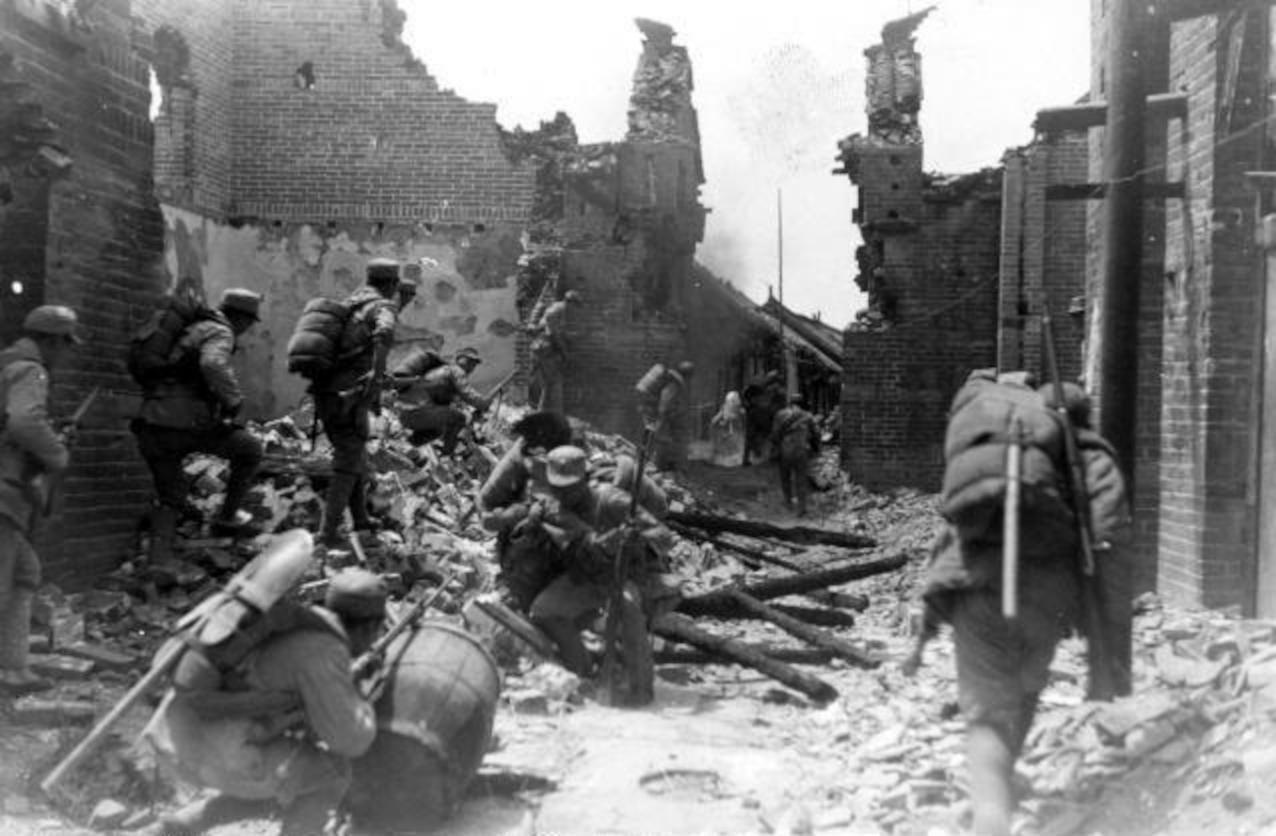
Lính Trung Quốc giao tranh từng nhà trong trận Đài Nhi Trang, tháng 3 – tháng 4 năm 1938

Tưởng biết rằng ngay cả trong tình huống bất lợi này, nếu Trung Quốc chứng tỏ khả năng chiến đấu hiệu quả thì có thể giành được sự ủng hộ của Hoa Kỳ và các quốc gia dân chủ khác. Ông nhận ra rằng việc rút lui vội vàng sẽ không thu hút nguồn viện trợ nên quyết định đặt hết mọi thứ vào trận Thượng Hải, sử dụng những sư đoàn tốt nhất do Đức đào tạo để bảo vệ thành phố công nghiệp hóa lớn nhất Trung Quốc khỏi quân Nhật. Trận chiến kéo dài ba tháng, cả hai bên đều chịu tổn thất đáng kể và kết thúc bằng việc Trung Quốc rút lui. Mặc dù quân Trung Quốc thất bại nặng nề nhưng hiệu quả tinh thần là rất lớn. Họ chứng minh rằng việc đánh bại họ không hề dễ dàng, thể hiện quyết tâm của họ trước toàn thế giới. Trận chiến còn trở thành nguồn động lực tinh thần to lớn cho người dân Trung Quốc vì nó giáng một đòn mạnh vào lời nhạo báng của người Nhật rằng họ có thể chinh phục Thượng Hải trong ba ngày và Trung Quốc trong ba tháng.
Mục tiêu tiếp theo của Trung Quốc là kiếm thêm thời gian để chuẩn bị cho cuộc kháng chiến. Họ muốn trì hoãn cuộc tiến công của quân Nhật càng lâu càng tốt để các cơ sở công nghiệp ở hậu phương có thêm thời gian rút lui về phía tây đến Trùng Khánh. Quân đội Trung Quốc thực hiện chiến lược tiêu thổ kháng chiến, phá hủy đê đập gây lũ lụt quy mô lớn, làm chậm đáng kể bước tiến của quân Nhật. Không chỉ các nhà máy mà nguyên liệu thô, hàng chục nghìn công nhân, trường đại học, thư viện và tất cả các tài sản lưu động đều được di chuyển về phía tây. Quân Trung Quốc còn cung cấp cho công ty di dời nhiều quyền lợi.
Giai đoạn 2: 25 tháng 10 năm 1938 (Trận Vũ Hán) – 7 tháng 12 năm 1941 (Trận Trân Châu Cảng)

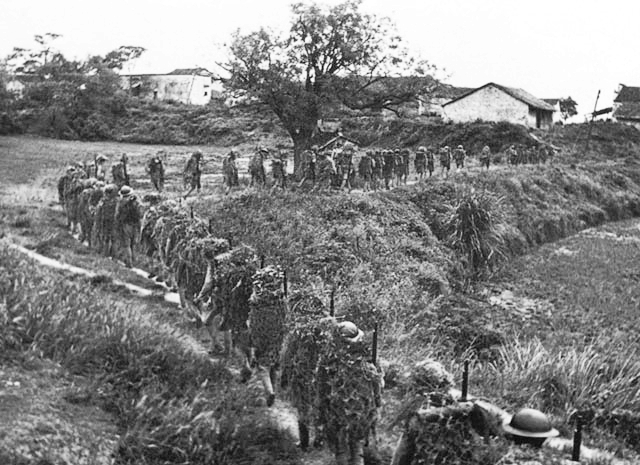
Quốc dân Cách mệnh Quân hành quân ra trận năm 1939

Trong giai đoạn này, mục tiêu chính của quân đội Trung Quốc là trường kỳ kháng chiến để làm cạn kiệt nguồn dự trữ nguyên liệu thô của Nhật Bản, đồng thời tự xây dựng các cơ sở công nghiệp quân sự. Tướng Mỹ Joseph Stilwell gọi chiến lược này là "giành chiến thắng bằng cách sống lâu hơn". Quốc dân Cách mệnh Quân đã sử dụng chiến thuật dẫn dụ quân Nhật đến một điểm nhất định để phục kích, tấn công bên sườn và bao vây trong các trận giao tranh lớn. Chiến lược này đã thành công trong việc bảo vệ Trường Sa hai lần vào năm 1939 và năm 1941, khiến Lục quân Đế quốc Nhật chịu tổn thất nặng nề.
Trong khi đó, các lực lượng kháng chiến tự phát ở địa phương liên tục quấy rối quân đội Nhật Bản khiến việc kiểm soát các vùng đất rộng lớn của Trung Quốc trở nên khó khăn hơn. Năm 1940, Bát Lộ Quân của Đảng Cộng sản mở một cuộc tấn công quan trọng ở Hoa Bắc, họ làm nổ tung đường ray xe lửa và một mỏ than quan trọng. Những hoạt động quấy rối và phá hoại liên tục này đã khiến Lục quân Đế quốc Nhật Bản cực kỳ phẫn nộ và áp dụng "Chính sách Tam Quang" (giết hết, cướp hết, đốt hết). Nhà sử học Himeta Mitsuyoshi cho biết Chính sách Tam quang đã khiến 2,7 triệu người Trung Quốc thiệt mạng.
Đến năm 1941, Nhật Bản đã chiếm phần lớn miền bắc và ven biển Trung Quốc nhưng chính quyền trung ương và quân đội Quốc Dân Đảng đã rút về vùng nội địa phía tây để tiếp tục kháng chiến, trong khi Đảng cộng sản Trung Quốc vẫn kiểm soát các khu căn cứ ở Thiểm Tây. Hơn nữa, sức mạnh thực tế của quân Nhật chỉ mở rộng đến các tuyến đường sắt và thành phố. Họ không có sự hiện diện quân sự hoặc hành chính lớn ở vùng nông thôn Trung Quốc rộng lớn, nơi quân du kích Trung Quốc tự do hoạt động. Thế trận bế tắc này càng khiến Nhật Bản không chắc chắn về khả năng có một chiến thắng quyết định.

### Liên minh Quốc dân Đảng và Đảng Cộng sản

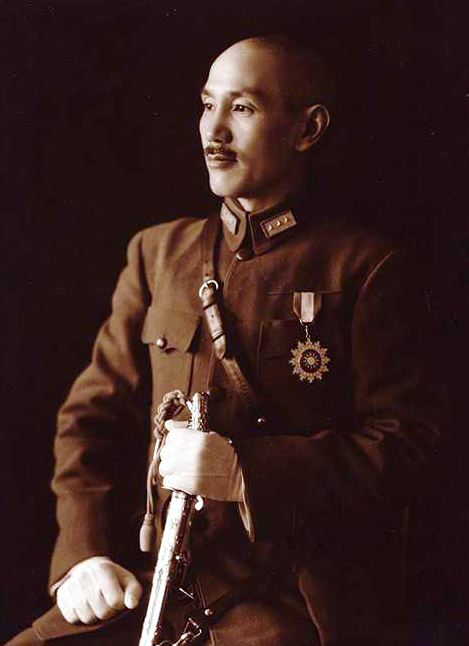
Đại nguyên soái Tưởng Giới Thạch, Tổng tư lệnh Đồng minh trên chiến trường Trung Quốc từ năm 1942 đến năm 1945

Giữa Quốc Dân Đảng và Đảng Cộng sản đã xảy ra cuộc nội chiến vào năm 1927. Tháng 10 năm 1934, lực lượng Hồng quân của Cộng sản buộc phải rời khỏi căn cứ địa của họ, tiến hành cuộc Vạn lý trường chinh. Cuộc hành trình kéo dài đến 25 ngàn dặm (12.000 km), bắt đầu từ Giang Tây, tiến về phía tây tới Tây Tạng rồi đi ngược lên phía bắc, tới tận Diên An của tỉnh Thiểm Tây. Cuộc nội chiến vẫn tiếp diễn mà không có bên nào giành được thắng lợi.
Vào ngày 12 tháng 12 năm 1936, Trương Học Lương tiến hành binh biến, bắt giữ Tưởng và buộc ông phải cam kết hòa hoãn với Đảng Cộng sản. Cả hai phía Quốc – Cộng sau đó ngưng các hoạt động quân sự để thành lập Mặt trận thống nhất Trung Quốc đệ Nhị vào ngày 24 tháng 12 năm 1936, tập trung vào chống kẻ thù chung là đế quốc Nhật. Mặt trận thống nhất chính thức thành lập vào ngày 23 tháng 9 năm 1937, khi Quốc dân Đảng công khai tuyên bố sẵn sàng hợp tác với những người Cộng sản.
Hồng quân của Đảng Cộng sản tại bắc Thiểm Tây vào ngày 22/8/1937 biên chế thành Bát lộ quân, do Chu Đức và Bành Đức Hoài giữ chức Tổng - Phó tư lệnh, Diệp Kiếm Anh làm Tham mưu trưởng. Bát lộ quân ban đầu có 3 sư đoàn (khoảng 3 vạn quân) chia ra Lâm Bưu, Hạ Long, Lưu Bá Thừa làm Tư lệnh sư đoàn; Nhiếp Vinh Trăn, Tiêu Khắc, Từ Hướng Tiền làm Phó tư lệnh sư đoàn. Ngoài ra vào ngày 22/9, Hồng quân rải rác tại Giang Nam biên chế thành Tân Tứ quân, do Diệp Đình, Hạng Anh giữ chức Tổng - Phó tư lệnh.
Lúc bắt đầu cuộc kháng chiến, binh lực của Đảng cộng sản tại 15 huyện vùng Thiểm Tây, Cam Túc, Ninh Hạ chỉ có khoảng 3 vạn người. Chỉ trong vòng 3 năm, Đảng cộng sản phát động chiến tranh du kích khắp miền Bắc Trung Quốc và gia tăng nhanh lực lượng. Cuối năm 1937 thiết lập địa bàn 40 huyện tại 3 tỉnh Sơn Tây, Hà Bắc, Sát Cáp Nhĩ, binh lực trên 5 vạn. Năm 1941, trên toàn vùng Hoa bắc, Bát lộ quân đã hoạt động ở hơn 200 huyện, binh lực đã tăng lên khoảng 30 vạn (gấp 10 lần ban đầu). Các tướng lĩnh chủ yếu của Đảng cộng sản là Nhiếp Vinh Trăn tại biên khu Sơn Tây, Hà Bắc, Sát Cáp Nhĩ; Hạ Long tại miền trung Hà Bắc; Lưu Bá Thừa tại miền nam Hà Bắc; Từ Hướng Tiền tại Sơn Đông.
Tại miền hạ du sông Trường Giang, Tân Tứ quân mới được Đảng cộng sản thành lập năm 1937, có khoảng 1 vạn quân; năm 1938 đã phát triển lên tới khoảng 10 vạn, vùng hoạt động khoảng 50 huyện; những tướng lĩnh lãnh đạo chủ yếu có Diệp Đình, Hạng Anh, Trần Nghị, Trương Vân Dật, Lý Tiên Niệm. Tổng kết lại, binh lực Đảng cộng sản chủ yếu là Bát lộ quân tại 3 tỉnh Sơn Tây - Hà Bắc - Sơn Đông ; Tân Tứ quân tại 2 tỉnh An Huy - Giang Tô.

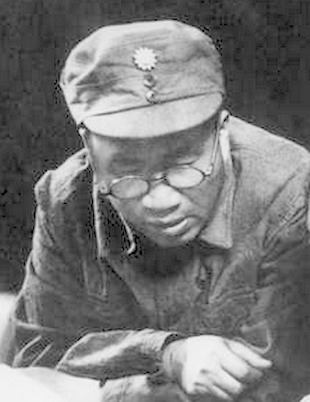
Tư lệnh Bát Lộ Quân, Chu Đức với mũ biểu tượng Bạch Nhật Thanh Thiên của Quốc dân đảng

Tuy nhiên, sự hợp tác giữa Quốc dân Đảng và Đảng Cộng sản chưa bao giờ thực sự thống nhất vì mỗi bên đều ngấm ngầm chuẩn bị cho một cuộc đối đầu với bên kia một khi đánh đuổi được quân Nhật. Hồng quân Trung Quốc tránh đối đầu trực diện với quân đội Nhật Bản mà để cho quân đội Quốc Dân Đảng thực hiện các trận đánh chính quy chống Nhật. Đảng Cộng sản tiến hành chiến tranh du kích tại các vùng lãnh thổ mà Nhật chiếm đóng.
Tình hình trở nên xấu đi vào cuối năm 1940, đầu năm 1941 khi giữa Đảng Cộng sản và Quốc dân đảng có xung đột lớn. Tháng 12 năm 1940, Tưởng Giới Thạch ra yêu sách với Tân Tứ quân của Đảng Cộng sản, yêu cầu Tân Tứ quân phải rời khỏi An Huy và Giang Tô. Do phải chịu sức ép nặng nề, các lãnh đạo Tân Tứ quân phải chấp thuận. Năm 1941 lại xảy ra "sự kiện Tân Tứ quân", 9.000 quân Tân tứ quân bị quân Quốc dân đảng bao vây và tiêu diệt tại huyện Kính (phía nam tỉnh An Huy). Mấy nghìn quân của Đảng Cộng sản thiệt mạng, Quân trưởng Diệp Đình và 5.000 quân bị bắt, Phó quân trưởng Hạng Anh bị giết. Sự kiện này đánh dấu sự chấm dứt của Mặt trận thống nhất chống Nhật. Cùng ngày với biến cố xảy ra, Trưởng cố vấn Liên Xô Vassily L. Chuikov khuyên Tưởng Giới Thạch đừng quay sang đánh Đảng Cộng sản, Tưởng đáp lại rằng biến cố này hoàn toàn do cấp dưới vô kỷ luật chứ không phải ông ta ra lệnh.

### Đồng minh phương Tây tham chiến

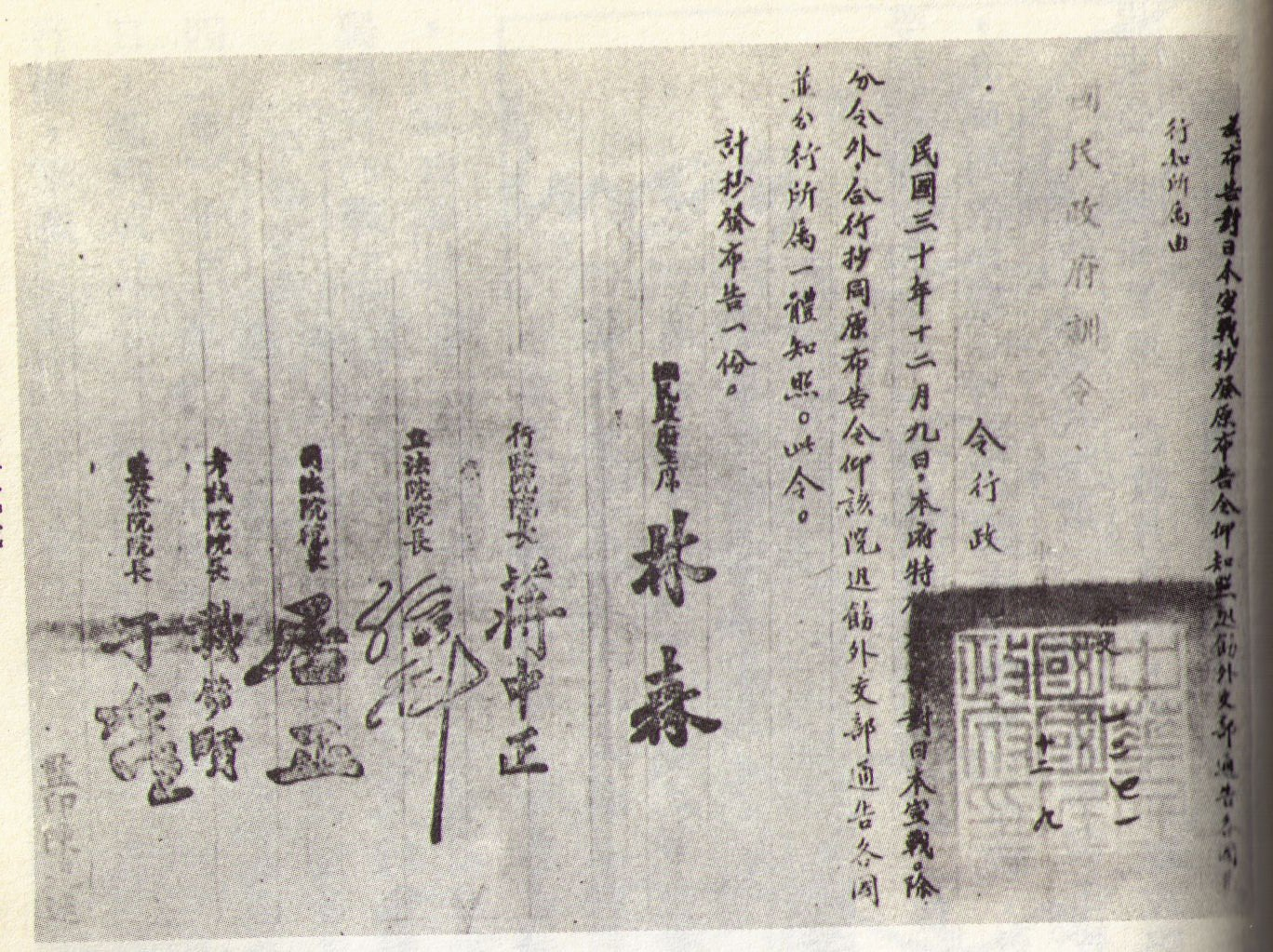
Tuyên chiến chống Nhật của Chính phủ Quốc dân đảng tại Trùng Khánh ngày 9 tháng 12 năm 1941

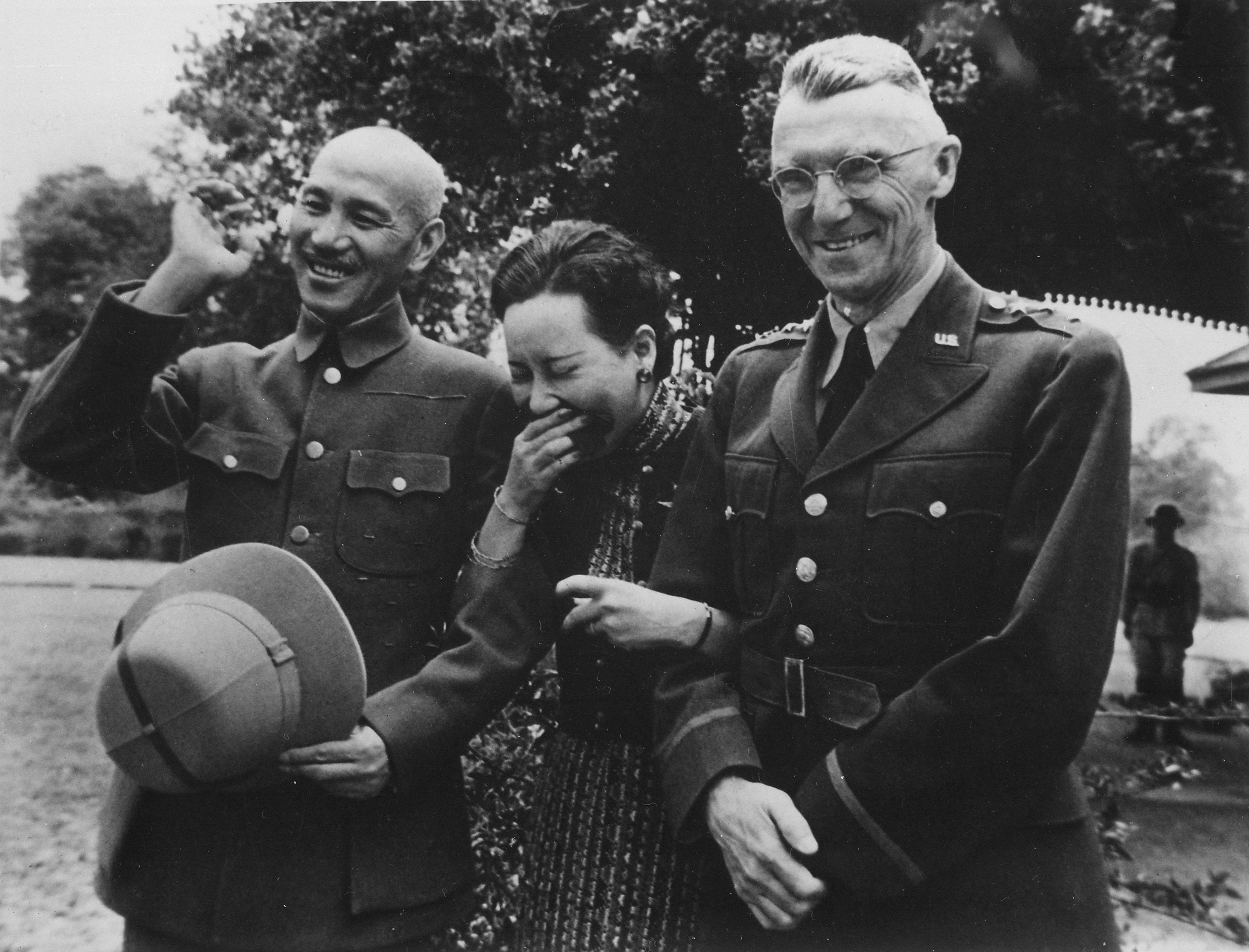
Đại nguyên soái Tưởng Giới Thạch và phu nhân cùng với Trung tướng Joseph Stiwell vào năm 1942, tại Miến Điện

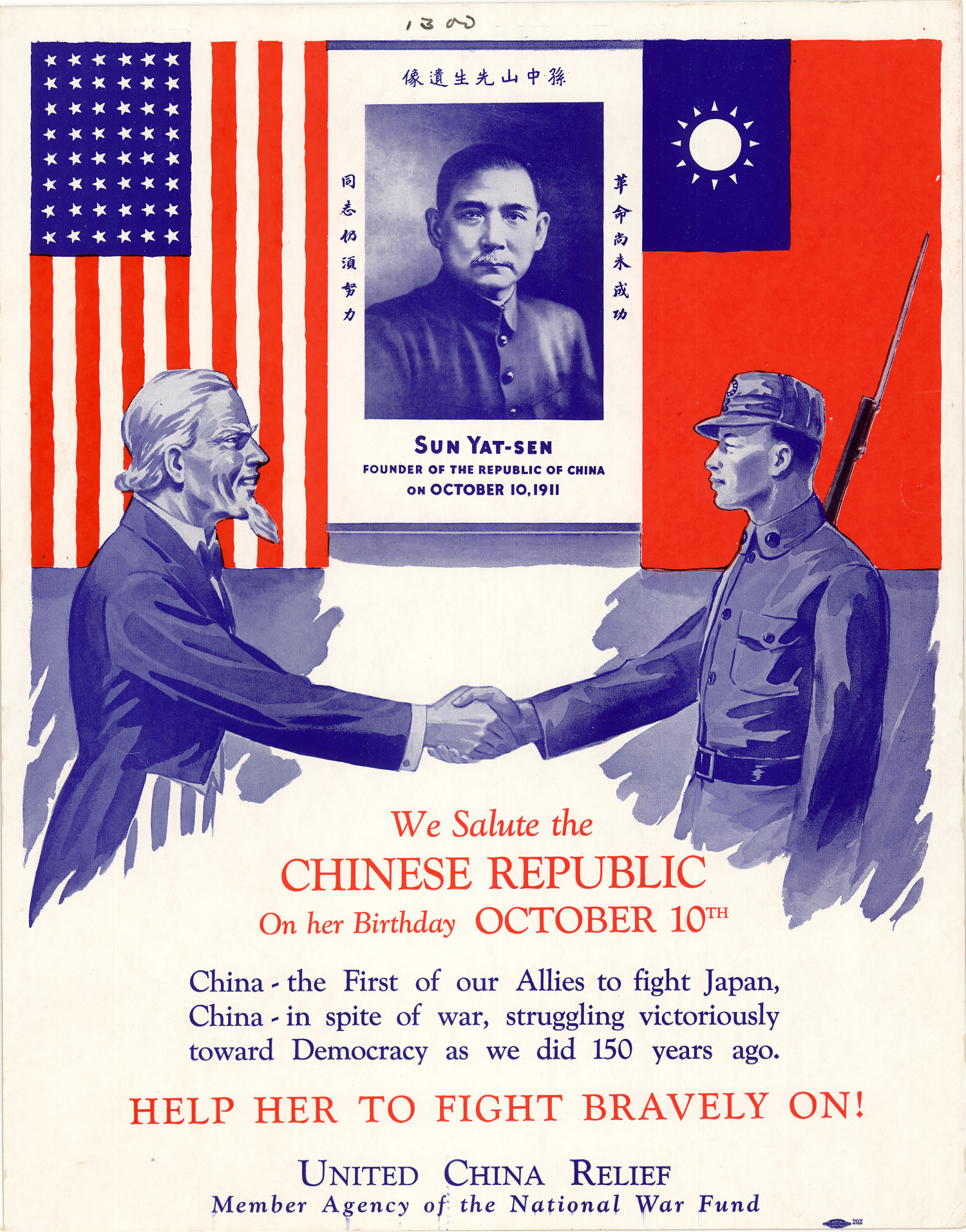
Một áp phích của Hoa Kỳ ủng hộ việc giúp đỡ Trung Quốc chiến đấu

Sau trận Trân Châu Cảng, Hoa Kỳ tuyên chiến với Nhật Bản và trong vòng vài ngày, Trung Quốc tuyên bố gia nhập với Đồng minh chống Nhật, Đức và Ý. Khi các nước Đồng minh phương Tây tham chiến chống Nhật, Chiến tranh Trung – Nhật trở thành một phần của cuộc xung đột lớn hơn, mặt trận Thái Bình Dương thuộc Chiến tranh thế giới thứ hai. Gần như ngay lập tức, quân đội Trung Quốc đã đạt được chiến thắng quyết định trong trận Trường Sa lần ba, trận chiến này đã mang lại cho chính phủ Trung Quốc nhiều uy tín trước các Đồng minh phương Tây. Tổng thống Franklin D. Roosevelt đề cập Hoa Kỳ, Vương quốc Anh, Liên Xô và Trung Quốc là "Bốn cảnh sát viên" của thế giới, nâng vị thế quốc tế của Trung Quốc lên một tầm cao chưa từng có sau một thế kỷ bị các nước đế quốc chiếm đóng.
Tưởng Giới Thạch tiếp tục nhận tiếp tế từ Hoa Kỳ nhưng gặp khó khăn trên đường vận chuyển. Tất cả các cảng chính của Trung Quốc đều bị Nhật Bản chiếm đóng, tuyến đường sắt Hải Phòng – Vân Nam không sử dụng được sau khi Nhật Bản xâm lược khu vực này vào năm 1940 và đường Miến Điện cũng bị đóng cửa vào năm 1942, sau khi Nhật Bản chiếm đóng Miến Điện. Do đó, cho đến năm 1945, Trung Quốc chỉ có thể trông chờ vào các loại đạn dược do Không quân Hoa Kỳ vận chuyển qua dãy Himalaya. Ngoài ra, Liên Xô còn không cho phép Hoa Kỳ vận chuyển bom, đạn đến Tân Cương qua vùng lãnh thổ của họ vì quân phiệt của tỉnh, Thịnh Thế Tài quay lưng với những người Cộng sản để theo Quốc dân Đảng. Mặc dù vẫn còn đủ sức để phòng thủ, nhưng quân đội Trung Quốc chưa bao giờ có đủ vũ khí để tiến hành các cuộc phản công lớn chống lại quân Nhật.

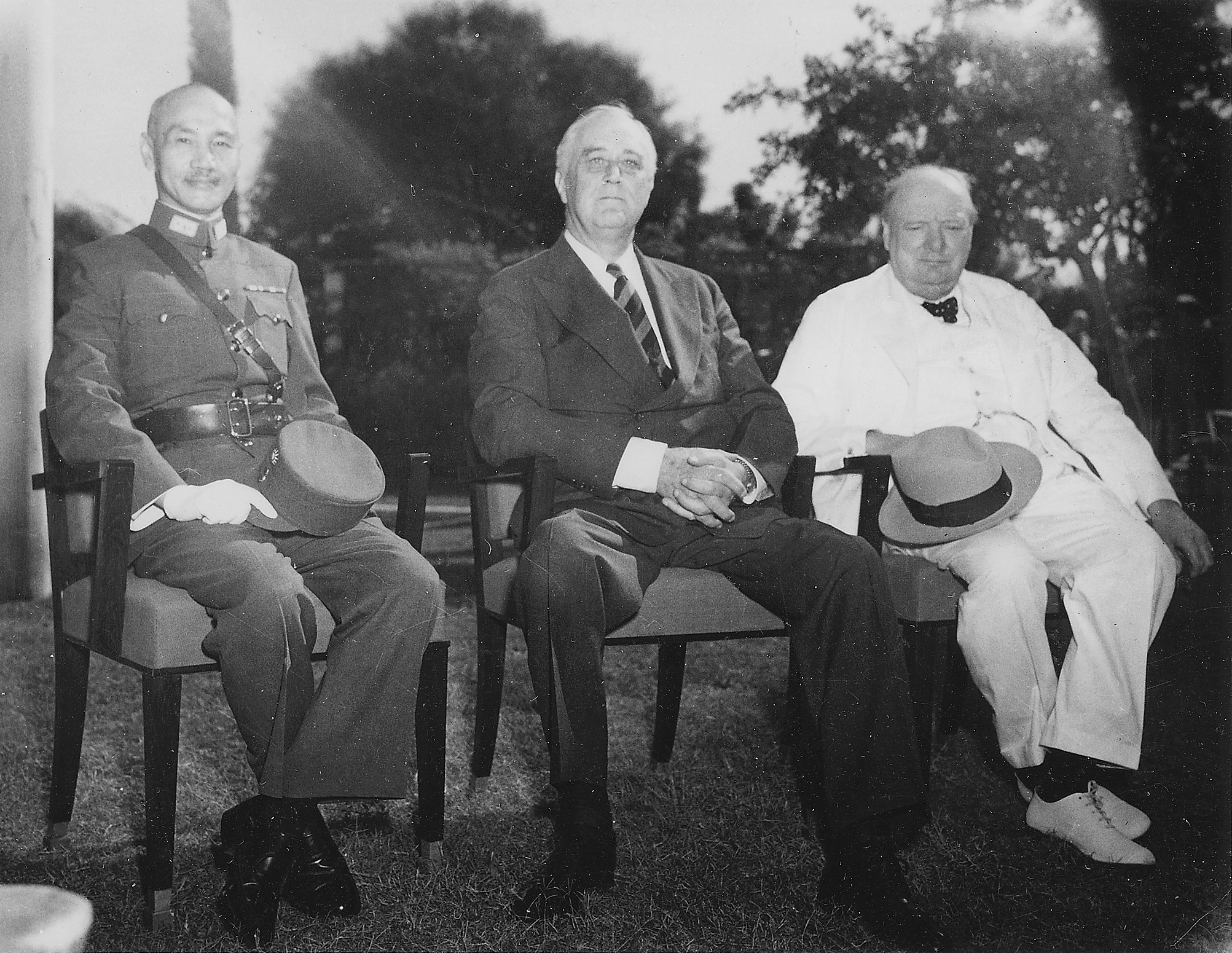
Đại nguyên soái Tưởng Giới Thạch, Franklin D. Roosevelt, và Winston Churchill gặp nhau tại Hội nghị Cairo năm 1943 trong Chiến tranh thế giới thứ hai.

Tại thời điểm đó, Quân đội Hoa Kỳ cử tướng Joseph Stilwell, chỉ huy quân đội Mỹ ở Miến Điện đến Trung Quốc. Ông đã được Tưởng bổ nhiệm làm tham mưu trưởng, đồng thời chỉ huy các lực lượng Hoa Kỳ tại chiến trường Trung Quốc-Miến Điện-Ấn Độ. Sau 5 năm chiến đấu với Nhật Bản, nhiều người trong giới lãnh đạo Trung Quốc hy vọng rằng quân Đồng minh sẽ đảm nhận nhiều trọng trách hơn trong cuộc kháng chiến chống quân Nhật. Tuy nhiên, Stilwell muốn bắt đầu công việc của mình bằng cách cải tổ quân đội Trung Quốc. Điều này đã khiến Quốc dân Đảng và Tưởng Giới Thạch phản đối kịch liệt vì nó sẽ tước đi quyền lực thực tế của họ. Mối quan hệ giữa Tưởng và Joseph sau đó được các nhà sử học mô tả là có nhiều tranh cãi và bất hòa liên tục. Một quan điểm cho rằng lãnh đạo Quốc dân Đảng quá tham nhũng và kém hiệu quả nhưng một số ý kiến khác lại cho rằng sự việc lại phức tạp hơn thế nhiều. Stilwell muốn nắm quyền kiểm soát toàn bộ quân đội Trung Quốc và theo đuổi một chiến lược hiếu chiến, trong khi Tưởng thích một chiến lược kiên nhẫn và ít tốn kém hơn là chờ đợi quân Nhật. Tưởng tiếp tục duy trì thế phòng thủ bất chấp việc Đồng minh kêu gọi tham chiến vì Trung Quốc đã hứng chịu nhiều thương vong trong chiến tranh và tin rằng Nhật Bản cuối cùng sẽ đầu hàng khi đối mặt với sức mạnh áp đảo của Hoa Kỳ. Do đó, các trận chiến ở Thái Bình Dương dần trở thành chiến trường chính ở châu Á, và thay vì tấn công Nhật Bản từ Trung Quốc, quân Đồng minh muốn tiếp cận đất Nhật Bản từ đảo này sang đảo khác như một phần của "chiến dịch nhảy cóc".
Những khác biệt lâu dài về lợi ích quốc gia và lập trường chính trị giữa Trung Quốc, Hoa Kỳ và Vương quốc Anh vẫn được duy trì. Thủ tướng Anh Winston Churchill đã miễn cưỡng điều quân đội Anh khi nhiều người trong số họ bị quân Nhật đánh tan trong các chiến dịch mở đường Miến Điện trước đó. Mặt khác, Stilwell lại tin rằng việc mở lại con đường là rất quan trọng vì tất cả các cửa khẩu trên đất liền của Trung Quốc đều nằm dưới sự kiểm soát của Nhật Bản. Chính sách "Châu Âu là trên hết" của Churchill không được lòng Tưởng vì nước Anh khi đó yêu cầu Trung Quốc gửi quân nhiều hơn nữa đến Đông Dương để phục vụ cho chiến dịch Miến Điện. Ông thấy rằng họ muốn hy sinh binh lính Trung Quốc để giữ thuộc địa của Anh và ngăn không cho quân Nhật tràn vào Ấn Độ. Tưởng cũng tin rằng Trung Quốc nên chuyển các sư đoàn quân sự của họ từ Miến Điện sang miền đông Trung Quốc để bảo vệ các căn cứ không quân của máy bay ném bom Mỹ, với hi vọng rằng họ có thể đánh bại Nhật Bản thông qua các cuộc oanh tạc. Chiến lược này đã được tướng Mỹ Claire Lee Chennault ủng hộ nhưng bị Stilwell phản đối mạnh mẽ. Ngoài ra, Tưởng còn lên tiếng ủng hộ nền độc lập của Ấn Độ trong cuộc gặp năm 1942 với Mahatma Gandhi, điều này càng làm mối quan hệ giữa Trung Quốc và Vương quốc Anh trở nên xấu đi.
Năm 1943, Tổng thống Hoa Kỳ Franklin D. Roosevelt, Thủ tướng Anh Winston Churchill và Tưởng Giới Thạch đã gặp nhau tại Cairo. Tại đó, họ quyết định rằng sau khi chiến tranh kết thúc, Trung Quốc sẽ lấy lại Mãn Châu và đảo Đài Loan.
Năm 1944, tình hình chiến trường của quân Nhật ở Thái Bình Dương trở nên xấu đi nên họ quyết định huy động 500.000 quân và phát động Chiến dịch Ichi-Go, cuộc tấn công lớn nhất của họ trong Chiến tranh thế giới thứ hai nhằm tấn công các căn cứ không quân của Mỹ ở Trung Quốc và kiểm soát tuyến đường sắt nối từ Mãn Châu xuống Đông Dương. Chiến dịch đã thành công và chính quyền Trùng Khánh chịu tổn thất lớn, còn quân Nhật thì đạt được nhiều mục tiêu quan trọng và giành quyền kiểm soát gần như toàn bộ mạng lưới đường sắt của đất nước. Hệ quả của trận chiến là Tưởng Giới Thạch cảm thấy không bằng lòng với sự chỉ đạo chiến lược của Joseph Stiwell nên đã bổ nhiệm Albert Wedemeyer lên làm tổng tham mưu mới vào tháng 10 năm đó.
Cuối năm 1944, Lực lượng X dưới sự chỉ huy của Tôn Lập Nhân tấn công từ Ấn Độ và Lực lượng Y dưới quyền của Vệ Lập Hoàng tấn công từ Vân Nam. Hai cánh quân hợp lực ở Mong-Yu đánh bật thành công quân Nhật ra khỏi Bắc Miến Điện và bảo vệ thành công đường Miến Điện, huyết mạch chi viện quan trọng của quân đội Trung Quốc. Vào mùa xuân năm 1945, Trung Quốc đã phát động các cuộc tiến công tái chiếm Hồ Nam và Quảng Tây. Với việc Trung Quốc có tiến triển tốt trong công tác huấn luyện và trang bị, tướng Wedemeyer lên kế hoạch phát động Chiến dịch Carbonado vào mùa hè năm 1945 để chiếm lại Quảng Đông, nơi có cảng biển quan trọng. Từ đó, họ sẽ tiến lên phía bắc đến Thượng Hải. Dẫu vậy, chiến dịch này đã không trở thành hiện thực khi Hoa Kỳ thả hai quả bom nguyên tử xuống Hiroshima và Nagasaki cùng với việc Liên Xô giành thắng lợi ở Mãn Châu khiến Nhật Bản nhanh chóng đầu hàng.

## Sự giúp đỡ và chi viện từ bên ngoài
Đức và Liên Xô viện trợ cho Trung Quốc khi Chiến tranh Trung – Nhật lần thứ hai nổ ra. Đến năm 1940, Hoa Kỳ trở thành nguồn hỗ trợ chính của Trung Quốc về quân sự, tài chính và  ngoại giao.

### Hoa kiều

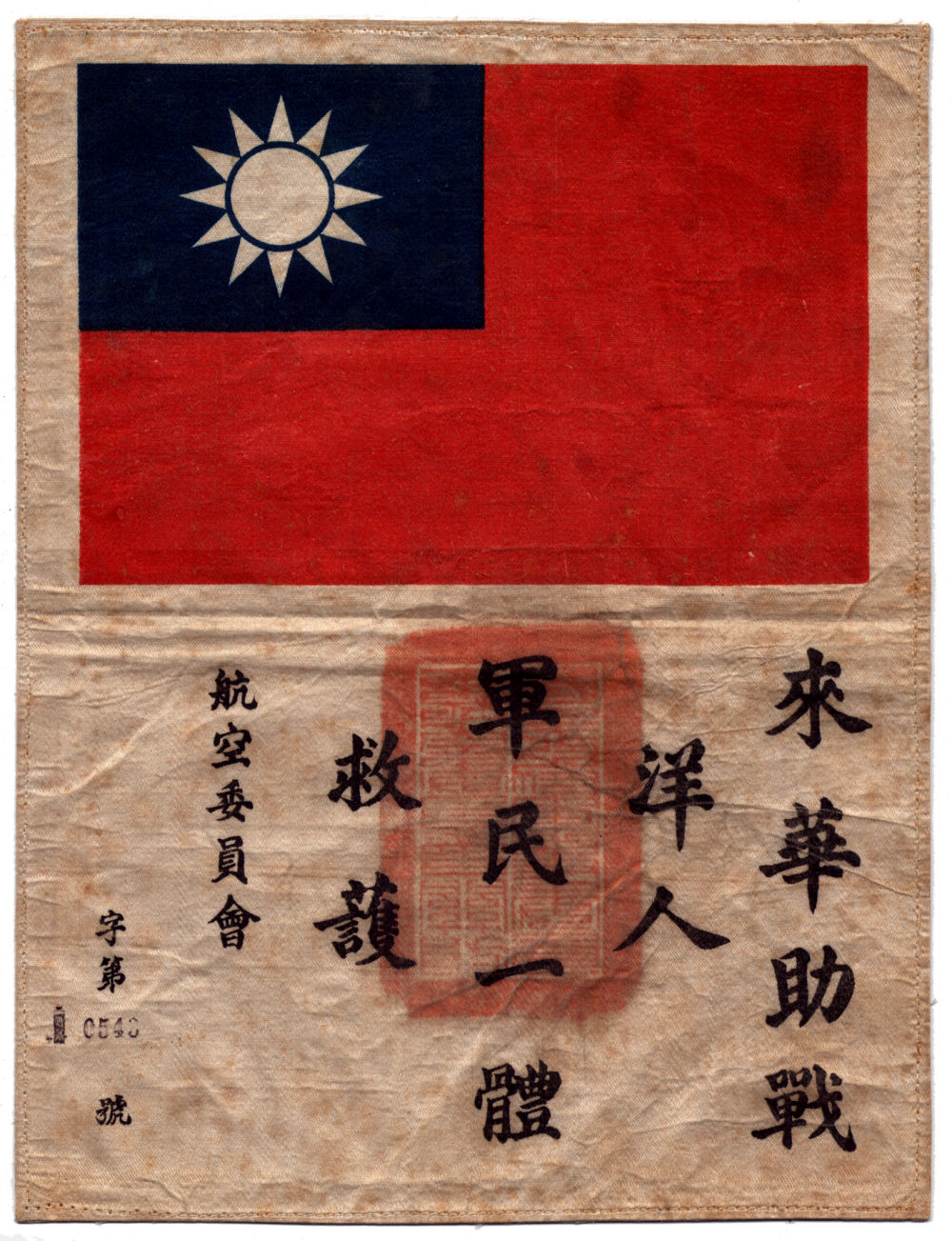
Huyết phúc yêu cầu nhân dân Trung Quốc hãy giúp đỡ phi công của đội Phi Hổ

Hơn 3200 tài xế cùng thợ máy Hoa kiều đã lên đường đến Trung Quốc thời chiến để hỗ trợ cho các tuyến đường chi viện quân sự và hậu cần, đặc biệt là tuyến Đông Dương. Tuyến đường này trở nên vô cùng quan trọng khi Nhật Bản cắt đứt mọi đường biển vào nội địa Trung Quốc bằng việc chiếm Nam Ninh sau trận Nam Quảng Tây. Cộng đồng Hoa kiều ở Hoa Kỳ cũng quyên góp tiền và bồi dưỡng nhân tài để đối phó với các cuộc xâm lược của Đế quốc Nhật Bản ở Trung Quốc. Đồng thời còn giúp đỡ tài trợ cho toàn bộ phi đội máy bay chiến đấu Boeing P-26 Model 281 trong bối cảnh chiến tranh giữa Trung Quốc và Đế quốc Nhật Bản đang cận kề. Hơn một tá phi công người Mỹ gốc Hoa, bao gồm Hoàng Tân Thụy, Trần Thụy Điền, Lý Nguyệt Anh, Câu Dung Phi Kỷ Trường và các cộng sự đã thành lập nên đội ngũ phi công tình nguyện nước ngoài, gia nhập Không quân Trung Quốc theo "lời kêu gọi nghĩa vụ của tổ quốc thân yêu" để chiến đấu chống quân xâm lược Nhật. Một số phi công tình nguyện người Mỹ gốc Hoa được Không quân Trung Quốc gửi đến Căn cứ Không quân Lagerlechfeld ở Đức để huấn luyện bắn súng trên không vào năm 1936.

### Đức

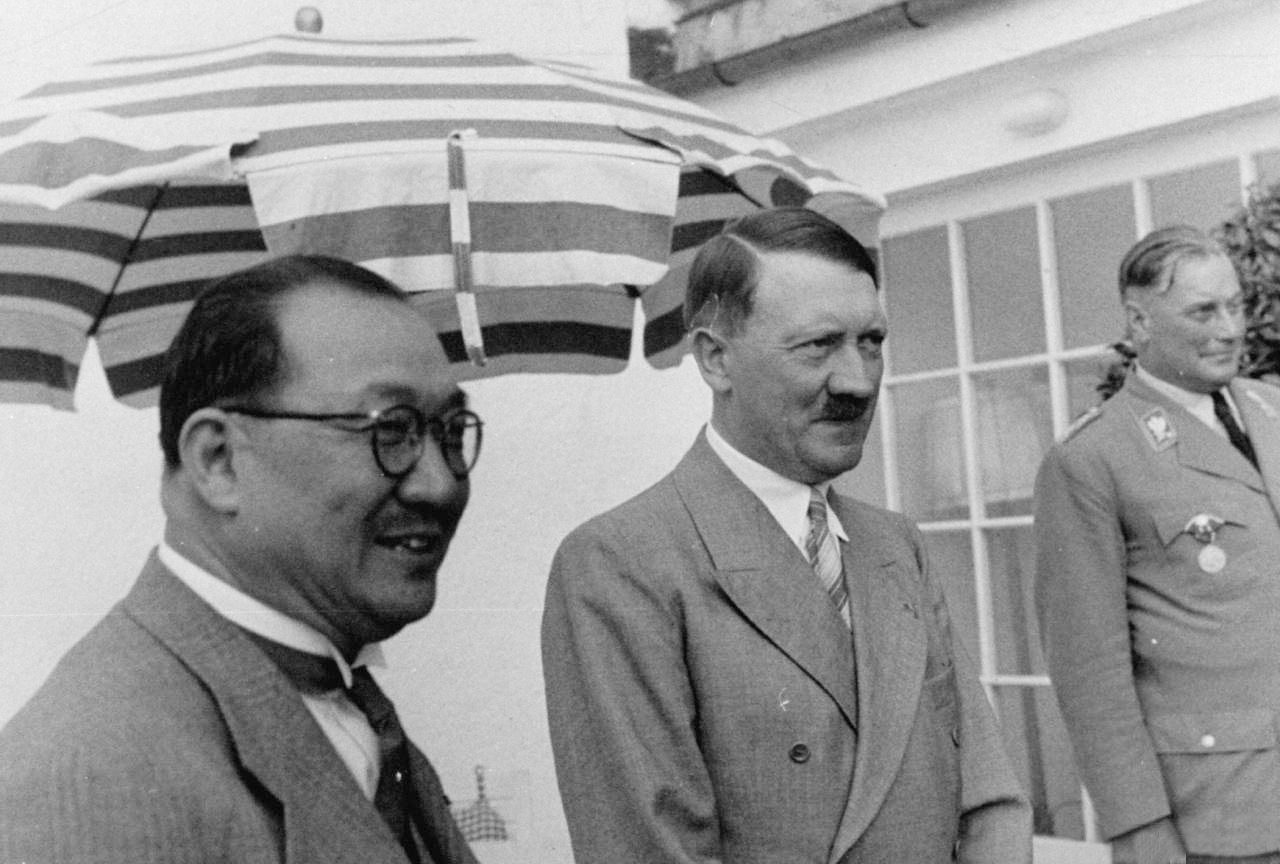
Khổng Tường Hy và Adolf Hitler ở Berlin

Trước chiến tranh, Đức và Trung Quốc có quan hệ hợp tác kinh tế và quân sự chặt chẽ. Đức giúp Trung Quốc hiện đại hóa công nghiệp và quân sự để đổi lấy tài nguyên thiên nhiên. Đức cũng cử các cố vấn quân sự như Alexander von Falkenhausen đến Trung Quốc để giúp chính phủ Quốc Dân Đảng cải tổ các lực lượng vũ trang. Một số sư đoàn được huấn luyện theo tiêu chuẩn của Đức góp phần tạo nên Đội quân Trung tâm tương đối nhỏ nhưng được huấn luyện tốt. Vào giữa những năm 1930, khoảng 80.000 binh sĩ đã được đào tạo theo kiểu Đức. Sau khi Quốc Dân Đảng mất Nam Kinh và rút về Vũ Hán, chính quyền Hitler quyết định từ bỏ việc giúp đỡ Trung Quốc vào năm 1938 để liên minh với Nhật Bản chống Cộng ở Đông Á.

### Liên Xô

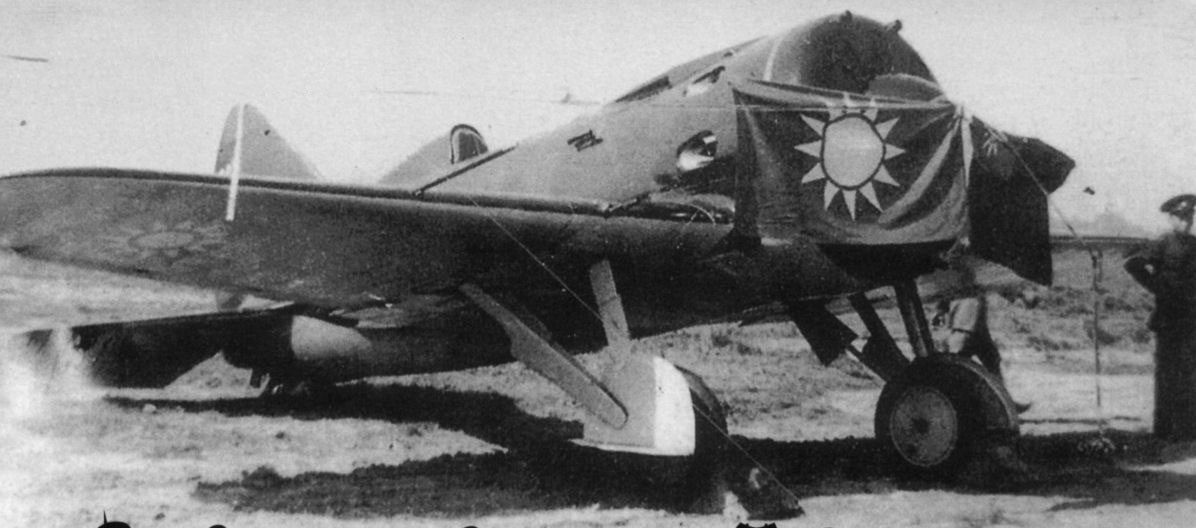
I-16 với phù hiệu Trung Quốc. I-16 là máy bay chiến đấu chính được sử dụng bởi Không quân Trung Quốc và Nhóm tình nguyện Xô Viết.

Sau khi Đức và Nhật ký Hiệp ước chống Cộng, Liên Xô hy vọng giữ Trung Quốc tiếp tục chiến đấu nhằm ngăn chặn cuộc xâm lược của Nhật Bản vào Siberia, mục đích là để cứu Liên Xô thoát khỏi thế lưỡng đầu thọ địch. Vào tháng 9 năm 1937, họ ký Hiệp ước Không xâm lược Trung-Xô và phê duyệt Chiến dịch Zet nhằm thành lập nên một lực lượng không quân tình nguyện bí mật của Liên Xô. Qua đó, các kĩ thuật viên của Liên Xô cũng sẽ giúp đỡ Trung quốc nâng cấp và vận hành một số hệ thống giao thông. Máy bay ném bom, máy bay chiến đấu, viện trợ, cố vấn và cả tướng Liên Xô Vasily Chuikov đều có mặt tại Trung Quốc. Trước khi đồng minh phương Tây đến, Liên Xô là nguồn viện trợ bên ngoài nhiều nhất của Trung Quốc: khoảng 250 triệu đô la cho vũ khí và các nguồn cung khác.
Tháng 11/1937, Liên Xô cấp tiền viện trợ 50 triệu USD để Trung Quốc mua máy bay, phi đội Liên Xô mang tên "Thanh gươm Chính nghĩa" đến sau đó. Bộ trưởng quốc phòng Nga Voroshilov cho biết khi chiến tranh Trung - Nhật đến hồi sinh tử, Liên Xô nhất định sẽ cứu trợ. Tháng 1/1938, Trung Quốc sai Tôn Khoa đến Mạc Tư Khoa đàm phán hiệp ước đồng minh nhưng không thành, Liên Xô lại đề nghị Nhật Bản hòa đàm, nhưng Nhật không để ý đến. Tháng 6/1938, Liên Xô lại viện trợ súng đạn trị giá 50 triệu USD cho Trung Quốc; Trung Quốc tặng lại chì, thiếc, thuỷ ngân, dầu cây đồng, da dê, trà, sứ...
Liên Xô đánh bại Nhật Bản trong Trận Khalkhin Gol vào tháng 5 – tháng 9 năm 1939, khiến quân Nhật miễn cưỡng chiến đấu với Liên Xô thêm một lần nữa. Tháng 4 năm 1941, Liên Xô buộc phải cắt viện trợ cho Trung Quốc sau khi ký Hiệp ước Trung lập Xô-Nhật và bắt đầu Chiến tranh Vệ quốc Vĩ đại. Hiệp ước này giúp Liên Xô tránh được việc cùng lúc chống lại Đức và Nhật. Vào tháng 8 năm 1945, Liên Xô hủy bỏ hiệp ước trung lập với Nhật Bản, sau đó tiến vào Mãn Châu, Nội Mông, quần đảo Kuril và bắc Triều Tiên. Liên Xô cũng tiếp tục ủng hộ Đảng Cộng sản Trung Quốc. Có tổng cộng 3.655 cố vấn và phi công Liên Xô phục vụ tại Trung Quốc.

### Phương Tây

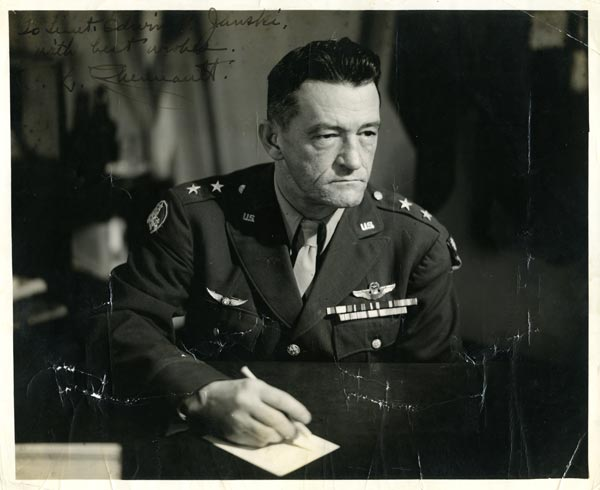
Claire Lee Chennault, chỉ huy của đội Phi Hổ

Tại thời điểm bắt đầu cuộc chiến, các cường quốc phương Tây không tích cực hỗ trợ Trung Quốc. Pháp từ chối xuất khẩu vũ khí, còn Mỹ và Anh thì vẫn tiếp tục chuyển các lô hàng quân sự đến Nhật Bản. Từ tháng 12 năm 1937, những sự kiện như cuộc tấn công của quân Nhật vào chiến hạm USS Panay và vụ thảm sát Nam Kinh đã khiến dư luận ở phương Tây phản đối mạnh mẽ Nhật Bản, họ ngày càng lo ngại về sự bành trướng của quân Nhật. Điều này đã khiến Hoa Kỳ, Anh và Pháp cung cấp cho Trung Quốc những bản hợp đồng cho vay nguồn viện trợ chiến tranh. Úc cũng ngăn không cho công ty thuộc sở hữu của chính phủ Nhật Bản kiểm soát một mỏ sắt ở Úc và cấm xuất khẩu quặng sắt vào năm 1938.
Năm 1940, Nhật Bản đã xâm lược và chiếm đóng phần phía bắc Đông Dương thuộc Pháp (Việt Nam, Lào, Campuchia ngày nay) để ngăn Trung Quốc nhận 10.000 tấn vật liệu do Đồng minh giao hàng tháng qua tuyến đường sắt Hải Phòng - Vân Nam. Sau đó, họ cũng buộc quân Anh phải đóng cửa tuyến đường Miến Điện chi viện cho Trung Quốc trong khoảng một phần tư. Vào giữa năm 1941, chính phủ Hoa Kỳ đã tài trợ cho việc thành lập Nhóm Quân Tình nguyện Hoa Kỳ (hay còn có tên gọi là Phi Hổ) để thay thế cho nhóm Nhóm tình nguyện Xô Viết đã rút lui, chỉ huy của nhóm Phi Hổ là tướng Claire Lee Chennault. Trong thời kỳ đầu, nhóm đạt được thành công khi bắn rơi 300 chiếc máy bay địch và chỉ bị tổn thất 14 người. Họ làm được điều này vào thời điểm quân Đồng minh chịu tổn thất nặng nề nên được Quân đội công nhận rộng rãi. Hơn nữa, để buộc Nhật Bản chấm dứt các hoạt động ở Trung Quốc và rời khỏi đất nước; cả Hoa Kỳ, Anh và Đông Ấn Hà Lan đều áp đặt lệnh cấm vận dầu và thép đối với nước Nhật. Nếu không có nguồn nguyên liệu thô quan trọng này, họ không thể tiếp tục chiến dịch. Các nhà sử học và chuyên gia Nhật Bản đều tin rằng toàn bộ nền kinh tế Nhật Bản sẽ bị tê liệt trong vòng sáu tháng dưới tác động của lệnh cấm vận. Khi đó, giới lãnh đạo quân đội Nhật Bản quyết định dồn toàn lực tấn công Trân Châu Cảng.
Với cuộc tấn công Trân Châu Cảng và mở màn Chiến tranh Thái Bình Dương, Trung Quốc trở thành một trong những nước thuộc khối Đồng minh. Tưởng thậm chí còn được mệnh danh là Tư lệnh tối cao của các lực lượng Đồng minh ở chiến khu Trung Quốc, và được Anh quốc phong tước Hiệp sĩ vào năm 1942

## Kết quả và hệ quả

### Nhật đầu hàng

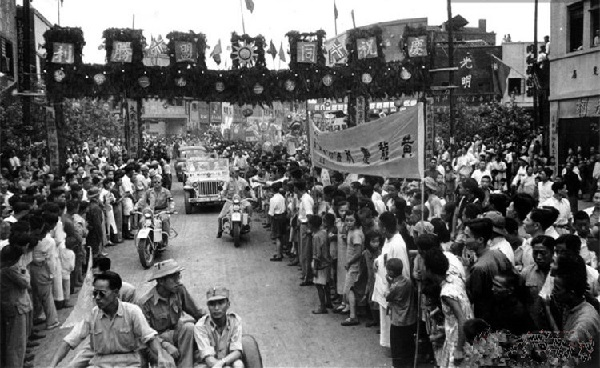
Cuộc diễu hành chiến thắng Chiến tranh thế giới thứ hai vào ngày 3 tháng 9 năm 1945 tại Trùng Khánh

Hoa Kỳ chấm dứt chiến tranh bằng cách tấn công Nhật Bản bằng vũ khí mới, còn Liên Xô thì tổ chức một chiến dịch lớn vào Mãn Châu. Vào ngày 6 tháng 8 năm 1945, máy bay ném bom B-29 của Hoa Kỳ, Enola Gay đã thả quả bom nguyên tử đầu tiên được sử dụng trong chiến đấu xuống Hiroshima, giết chết hàng chục nghìn người và san phẳng thành phố. Vào ngày 9 tháng 8 năm 1945, Liên Xô từ bỏ hiệp ước không xâm lược với Nhật Bản và tấn công Nhật Bản ở Mãn Châu, thực hiện cam kết tại Hội nghị Yalta là tấn công Nhật Bản trong vòng ba tháng sau khi kết thúc chiến tranh ở châu Âu. Cuộc tấn công được thực hiện bởi ba tập đoàn quân Liên Xô. Cùng ngày hôm đó, Hoa Kỳ đã thả quả bom thứ hai có sức công phá lớn hơn xuống Nagasaki.
Đạo quân Quan Đông, lực lượng chiến đấu chính của Nhật Bản bao gồm hơn một triệu quân nhưng thiếu thiết giáp, pháo binh hoặc không quân nên đã hứng chịu thất bại nặng nề chỉ trong vòng chưa đầy hai tuần. Ngày 11 tháng 8 năm 1945, Tưởng Giới Thạch nhận được tin quân Nhật chuẩn bị đầu hàng đã yêu cầu Quốc dân Cách mệnh Quân "tích cực thúc đẩy" tái chiếm các khu vực kiểm soát của quân Nhật, đồng thời ngăn cản Đảng Cộng sản mở rộng vùng kiểm soát đang nằm trong tay quân Nhật. Ngày 15 tháng 8 năm 1945, Nhật hoàng Hirohito chính thức đầu hàng Đồng minh. Tuyên bố chính thức được ký kết trên thiết giáp hạm USS Missouri vào ngày 2 tháng 9 năm 1945, trong một buổi lễ có sự hiện diện của một số chỉ huy Đồng minh, bao gồm cả tướng Trung Quốc Từ Vĩnh Xương.

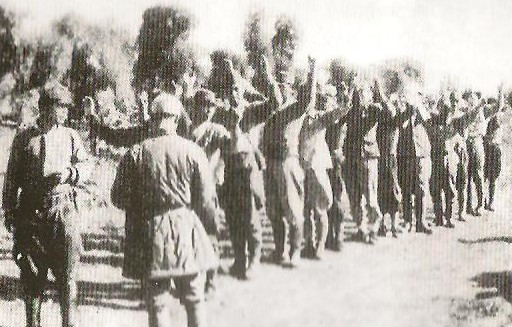
Quân đội Nhật đầu hàng Trung Quốc

Sau khi quân Đồng minh giành chiến thắng ở Thái Bình Dương, tướng Douglas MacArthur ra lệnh cho tất cả các lực lượng Nhật Bản bên trong Trung Quốc (trừ Mãn Châu), Đài Loan và Đông Dương thuộc Pháp ở phía bắc vĩ tuyến 16 ° bắc đầu hàng Tưởng Giới Thạch. Quân Nhật ở Trung Quốc chính thức đầu hàng vào ngày 9 Tháng 9 năm 1945.

### Nội chiến tiếp diễn

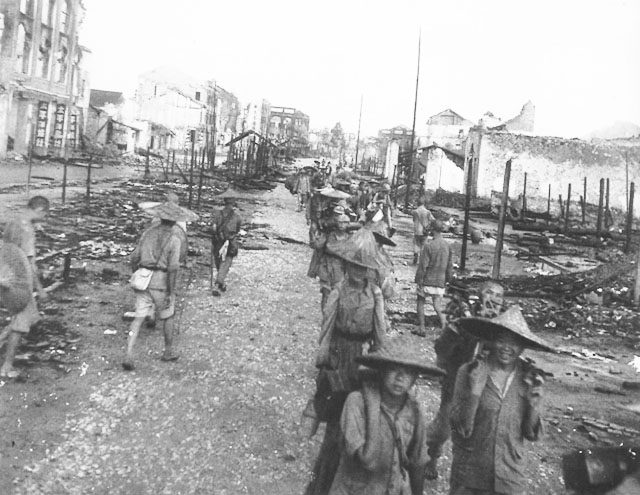
Người Trung Quốc trở lại Liễu Châu vào tháng 7 năm 1945.

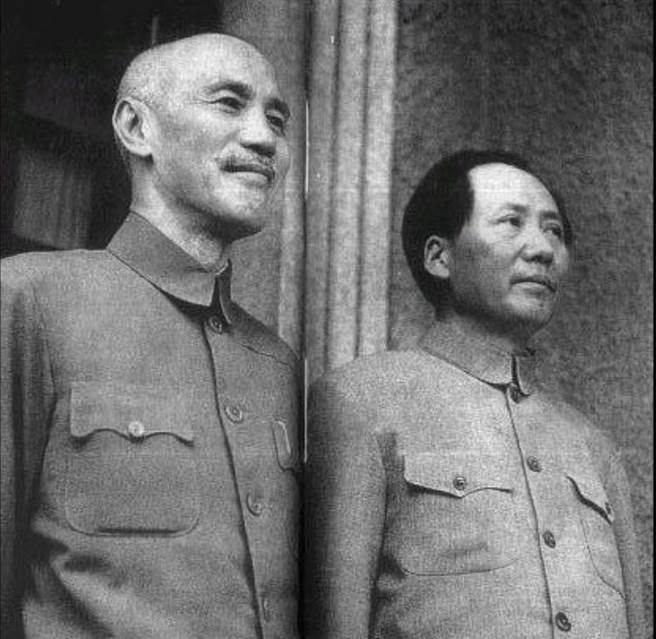
Tưởng Giới Thạch và Mao Trạch Đông năm 1945

So với giai đoạn 1931-1937, tình thế đã trở nên thuận lợi hơn cho phía Đảng Cộng sản Trung Quốc. Tính đến tháng 10 năm 1945, họ đã kiểm soát một vùng đất đai rộng 2 triệu km² với 120 triệu dân. Về phía Quốc dân đảng, sau khi chiến tranh kháng Nhật kết thúc, họ vượt trội hơn Đảng Cộng sản Trung Quốc về cả quân số lẫn trang bị. Chưa kể việc Hoa Kỳ tiến hành không vận, thủy vận, chuyển khoảng 5 vạn quân Quốc dân Đảng từ miền Trung Nguyên đến canh giữ các vị trí chiến lược trước khi Hồng quân Trung Quốc kéo đến. Tuy nhiên, Hồng quân Liên Xô dưới sự chỉ huy của tướng Malinovsky đã ngăn chặn Quốc dân Quân tiếp cận Mãn Châu và ngầm thông báo với Hồng quân Trung Quốc tiến vào tiếp quản vùng này. Stalin muốn Mao Trạch Đông kiểm soát được ít nhất là vùng phía Bắc của Mãn Châu trước khi quân Liên Xô rút quân hoàn toàn khỏi đây. Hơn thế nữa, Liên Xô còn trao lại toàn bố số vũ khí thu được từ quân Nhật cho Đảng Cộng sản. Mặc dù được trao vũ khí nhưng mãi đến khi một số lượng lớn binh lính Quốc dân đảng đầu hàng và chạy sang hàng ngũ Đảng Cộng sản thì Hồng quân Trung Quốc mới có thể vận hành được số vũ khí này.
Mặc dù Tưởng đã đạt được vị thế ở nước ngoài với tư cách là một nhà lãnh đạo tầm cỡ thế giới, nhưng chính phủ Quốc dân đảng ngày một yếu đi do hậu quả của tham nhũng và lạm phát. Trong nhật ký của mình vào tháng 6 năm 1948, Tưởng viết rằng Quốc Dân Đảng đã thất bại, không phải vì kẻ thù bên ngoài mà vì "sự thối nát từ bên trong" Tướng Joseph Stilwell, cố vấn quân sự của Mỹ cho Tưởng trong Thế chiến thứ hai, đã chỉ trích mạnh mẽ Tưởng và các tướng lĩnh của ông ta vì sự kém cỏi và tham nhũng của họ Năm 1944, Lực lượng Không quân Lục quân Hoa Kỳ bắt đầu Chiến dịch Matterhorn nhằm ném bom các nhà máy thép của Nhật Bản được xây dựng ở Trung Quốc đại lục. Tuy nhiên, cấp dưới của Tưởng Giới Thạch từ chối thực hiện nghiêm túc việc xây dựng căn cứ không quân cho đến khi nhận đủ tiền để tham ô trên quy mô lớn. Stilwell ước tính rằng ít nhất một nửa trong số 100 triệu đô la được Hoa Kỳ chi cho việc xây dựng các căn cứ không quân ở Trung Quốc đã bị các quan chức Quốc dân Đảng  tham nhũng
Chiến tranh đã làm suy yếu nghiêm trọng Quốc dân đảng, trong khi những người Cộng sản ngày càng mạnh lên nhờ các chính sách cải cách ruộng đất phổ biến của họ, khiến những người dân nông thôn ủng hộ và tin tưởng họ. Quốc Dân Đảng ban đầu có ưu thế về vũ khí và binh lực, nhưng việc họ bị mất lòng dân, bị điệp viên đối phương xâm nhập, tinh thần kém và sự vô tổ chức đã sớm cho phép những người Cộng sản giành ưu thế trong cuộc nội chiến.
Do căng thẳng ngày càng gia tăng, Hoa Kỳ phải đảm nhận vai trò làm hòa giải viên cho cả đôi bên. Ngày 28 tháng 8 năm 1945, Tưởng Giới Thạch và Mao Trạch Đông tổ chức một cuộc đàm phán tại Trùng Khánh. Các cuộc thảo luận dường như có tiến triển tốt nhưng Quốc Dân Đảng ngay từ đầu đã không tuân theo các thỏa thuận và trên thực tế, khoảng 200 sư đoàn đã được tập hợp gần phạm vi chiếm đóng của Đảng Cộng sản. Ngày 20 tháng 7 năm 1946, Tưởng Giới Thạch đã phát động nội chiến trở lại. Đến giữa năm 1947, cục diện nội chiến lại nghiêng về phía có lợi cho Đảng Cộng sản. Vào ngày 21 tháng 4 năm 1949, thủ đô Nam Kinh bị thất thủ lần thứ hai. Chính phủ Quốc dân đảng lần đầu tiên buộc phải bỏ chạy đến Quảng Châu, cuối cùng dừng lại ở đảo Đài Loan, nơi họ đã thu hồi từ tay quân Nhật bốn năm về trước.

### Ký ức chiến tranh

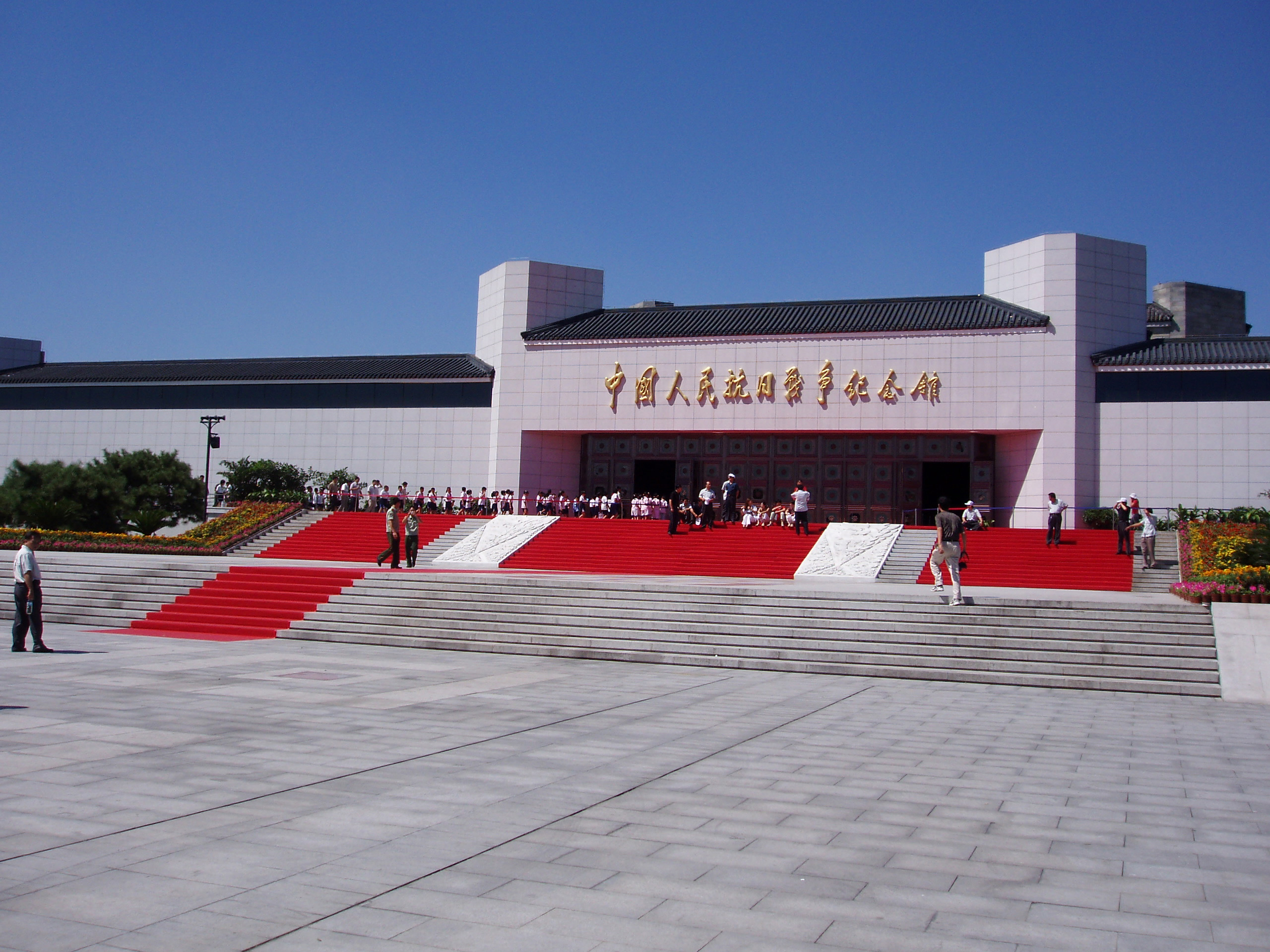
Bảo tàng Tưởng niệm Kháng chiến chống quân xâm lược Nhật Bản của Trung Quốc tại nơi xảy ra Sự biến Lư Câu Kiều

Trong thời kỳ trước đó, Bảo tàng Tưởng niệm Chiến tranh Chống Nhật và các sách giáo khoa của Trung Quốc đại lục cho rằng Quốc dân Đảng đã tránh đụng độ với quân Nhật, liên tục rút lui khiến cho quân đội Đảng Cộng sản phải gánh chịu phần lớn chiến tranh. Tuy nhiên, ngày nay, khi tình hình chính trị thay đổi và hai vùng lãnh thổ Trung Quốc có xu hướng xích lại gần nhau một cách chậm rãi thì nhận thức này đã thay đổi. Sử sách đại lục hiện tại cho rằng các tướng lĩnh của Quốc dân Đảng đã có đóng góp đáng kể vào chiến thắng quân Nhật nhưng vẫn ghi nhận công lao của quân đội Đảng Cộng sản nhiều hơn.
Mặc dù vậy, theo các nhà sử học khác thì lượng Đảng Cộng sản chỉ đóng một vai trò nhỏ trong cuộc chiến. Khi Nhật Bản xâm lược Trung Quốc, Quốc dân Đảng đã điều động một lượng lớn quân đội để kháng chiến, còn Đảng Cộng sản Trung Quốc khi đó chỉ có ít quân hơn nhiều Trong một báo cáo mà Chu Ân Lai gửi cho Stalin vào năm 1940 có đoạn đề cập đến cái chết của gần một triệu binh sĩ thì chỉ có 40.000 người là quân của Đảng Cộng sản. Nói cách khác, tổn thất của Đảng Cộng sản cho đến giữa cuộc chiến nằm trong khoảng 3% so với tổng tổn thất của Trung Quốc. Điều này là do quân đội của Đảng Cộng sản chỉ có lực lượng nhỏ (92.000 quân vào năm 1937, so với Quốc dân đảng khi đó có hơn 3 triệu quân). Do lực lượng ít, Đảng Cộng sản đã không tham gia bất kỳ trận đánh nào trong số 22 trận đánh lớn, họ tránh các trận đánh chính quy mà chủ yếu sử dụng chiến tranh du kích. Trong khi Quốc Dân Đảng gửi những binh lính tốt nhất của họ vào trận Thượng Hải thì Đảng Cộng sản lại có xu hướng rút quân chờ thời cơ và chủ yếu chống lại Nhật Bản bằng chiến thuật du kích. Năm 1941, Đảng Cộng sản tuyên bố là họ phải giữ vững sức mạnh và chờ thời cơ tốt nhất để phản công. Các lãnh đạo Đảng Cộng sản thấy rằng quân Nhật có ưu thế vượt trội về mọi mặt, nếu đánh trực diện như quân Quốc dân đảng thì chỉ phung phí lực lượng và chắc chắn thất bại, vì vậy họ sử dụng chiến tranh du kích khiến quân Nhật mệt mỏi, đến khi tương quan lực lượng thay đổi có lợi cho thì mới đánh lớn Quân Nhật cũng coi đối thủ chính của họ là Quốc dân Cách mệnh Quân trong suốt cuộc chiến nên đã pháo kích liên tục thủ đô Trùng Khánh khiến nó trở thành thành phố bị oanh tạc nhiều nhất.

## Thương vong
Tổng số thương vong của cuộc chiến này bằng hơn một nửa tổng số thương vong do toàn bộ cuộc Chiến tranh Thái Bình Dương sau này gây ra.

### Trung Quốc

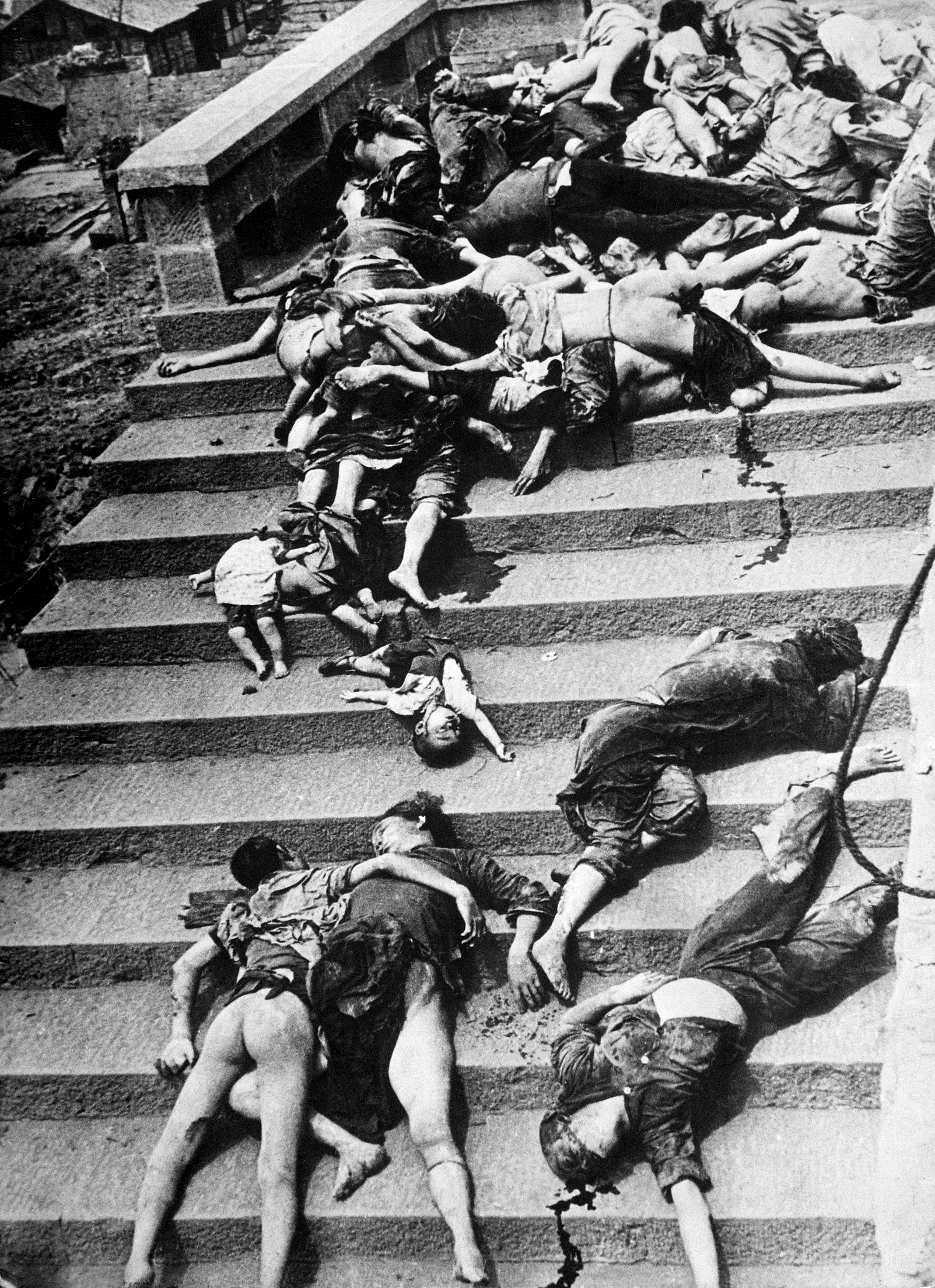
Thương vong do hoảng loạn hàng loạt trong trận đánh bom Trùng Khánh tháng 6 năm 1941 của quân Nhật. Hơn 5.000 dân thường đã chết trong hai ngày đầu tiên của cuộc không kích năm 1939.

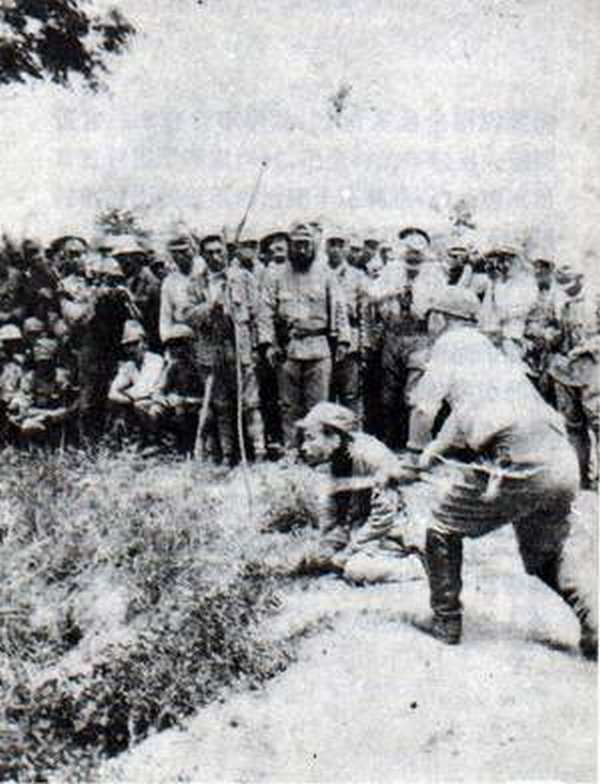
Tội ác chiến tranh của Nhật đối với tù binh Trung Quốc

- Các nguồn tin Trung Quốc liệt kê tổng số thương vong của cả người chết lẫn bị thương là 35 triệu người.[169] Tuy nhiên, Tiến sĩ Duncan Anderson, Trưởng khoa Nghiên cứu Chiến tranh tại Học viện Quân sự Hoàng gia Anh lại viết cho BBC rằng tổng số thương vong là khoảng 20 triệu người.[170]
- Theo báo cáo chính thức về cuộc chiến được công bố ở Đài Loan thì Quốc dân Cách mệnh Quân đã tổn hại 3.238.000 quân (1.797.000 người bị thương, 1.320.000 người thiệt mạng và 120.000 người mất tích), số lượng thường dân thương vong là 5.787.352 người. Quốc dân Đảng đã chiến đấu trong 22 cuộc giao tranh lớn, hầu như trận nào cũng có sự tham gia của hơn 100.000 quân cho cả hai bên; 1171 cuộc giao tranh nhỏ, mỗi bên đều có sự tham gia của hơn 50.000 quân; và 38.931 cuộc chạm trán nhỏ lẻ.[13]
- Một nghiên cứu hàn lâm được công bố tại Hoa Kỳ ước tính thương vong của quân đội là 1,5 triệu người thiệt mạng trong trận chiến, 750.000 người mất tích khi làm nhiệm vụ, 1,5 triệu người chết vì bệnh tật và 3 triệu người bị thương. Số liệu đối với thương vong của dân thường là: 1.073.496 chết và 237.319 người bị thương khi làm công tác quân sự; 335.934 người thiệt mạng và 426.249 người bị thương trong các cuộc không kích của Nhật Bản.[171]
- Theo nhà sử học Himeta Mitsuyoshi, ít nhất 2,7 triệu dân thường đã chết trong chiến dịch "giết hết, cướp hết, đốt hết" (Chính sách Tam quan, hay sanko sakusen) do tướng Okamura Yasuji thực hiện vào tháng 5 năm 1942 ở miền bắc Trung Quốc theo Lệnh số 575 ban hành ngày 3 tháng 12 năm 1941 của Bộ Tổng Tư lệnh Đế quốc Nhật Bản.[111]
- Thiệt hại tài sản mà người Trung Quốc phải gánh chịu có giá trị là 383 tỷ đô la Mỹ theo tỷ giá hối đoái vào tháng 7 năm 1937, gần gấp 50 lần tổng sản phẩm quốc nội của Nhật Bản vào thời điểm đó (7,7 tỷ đô la Mỹ).[172]
- Cuộc chiến còn khiến 95 triệu người rơi vào cảnh vô gia cư.[173]
- Theo số liệu mà Rudolph Rummel đưa ra, quân Nhật đã trực tiếp giết chết 3.949.000 người ở Trung Quốc, gián tiếp gây ra cái chết của 10.216.000 người do bệnh tật và đói rét.[174][175] Trung Quốc phải hứng chịu nạn đói trong chiến tranh do hạn hán tác động đến cả Trung Quốc và Ấn Độ. Nạn đói năm 1942–43 ở Hà Nam của Trung Quốc đã khiến 2 đến 3 triệu người chết đói. Nạn đói ở Quảng Đông khiến hơn 3 triệu người phải chạy trốn hoặc chết.

### Nhật Bản
- Nguồn tin của Nhật Bản đã ghi nhận khoảng 1,1 đến 1,9 triệu thương vong quân sự trong suốt Chiến tranh thế giới thứ hai (bao gồm thiệt mạng, bị thương và mất tích). Theo Bộ Quốc phòng Nhật Bản, số lượng người Nhật thiệt mạng ở Trung Quốc là 480.000 người. Dựa trên cuộc điều tra của báo Yomiuri Shimbun ở Nhật Bản thì số người chết của quân đội Nhật tại Trung Quốc là khoảng 700.000 người kể từ năm 1937 (không tính số người chết ở Mãn Châu).[20]
- Một nguồn tin khác từ Hilary Conroy tuyên bố rằng tổng cộng 447.000 lính Nhật đã chết ở Trung Quốc trong Chiến tranh Trung – Nhật lần thứ hai. Trong số 1.130.000 binh sĩ của Lục quân Đế quốc Nhật Bản chết trong Chiến tranh thế giới thứ hai thì có 39% thiệt mạng ở Trung Quốc.[176]
- Theo sách War Without Mercy thì John W. Dower tuyên bố rằng có tổng cộng 396.000 lính Nhật đã chết ở Trung Quốc trong Chiến tranh Trung – Nhật lần thứ hai. Tại số liệu này, Lục quân Đế quốc Nhật Bản mất 388.605 binh sĩ và Hải quân Đế quốc Nhật Bản mất 8.000 binh sĩ. Sau chiến tranh, khoảng 54.000 binh sĩ Nhật Bản đã chết trong các trại tù của Trung Quốc do chết đói và bệnh tật.[176] Trong số 1.740.955 binh sĩ Nhật Bản đã chết trong Thế chiến thứ hai thì có 22% tử trận tại Trung Quốc.[177]
- Các nghiên cứu đương đại từ Nhà xuất bản Biên dịch và Dịch thuật Trung ương Bắc Kinh đã tiết lộ rằng quân Nhật đã chịu tổng cộng 2.227.200 thương vong, trong đó có 1.055.000 người chết và 1.172.341 người bị thương.[22]
- Theo các nguồn tin của Đảng Cộng sản Trung Quốc, quân đội của họ đã giết chết 1.704.117 lính Nhật trong cuộc chiến. Con số đó gần bằng tổng thiệt hại của đất nước trong suốt Thế chiến thứ hai, cộng với việc quân Nhật chiếm ưu thế gấp ba lần so với quân đội Đảng Cộng sản Trung Quốc. Dựa theo lập luận đó, Bộ trưởng Bộ Quốc phòng của Quốc dân Đảng là Hà Ứng Khâm cho rằng số liệu này mang tính chất tuyên truyền, phóng đại.[177]
- Theo các nguồn tin của Quốc dân Đảng thì thiệt hại về nhân lực của Nhật Bản là 1,77 triệu người chết và 1,9 triệu người bị thương.[178] Chính quyền Quốc dân Đảng đã nghi ngờ về tính chính xác trong số liệu mà Nhật Bản đưa ra. Năm 1940, một tờ báo của Quốc dân Đảng tuyên bố rằng Nhật Bản đã phóng đại thương vong của Trung Quốc, đồng thời cố tình che giấu con số thương vong thực sự của Nhật Bản, đưa ra những con số sai lệch khiến chúng có vẻ thấp hơn. Tờ báo đưa tin về tình hình thương vong của cuộc chiến cho đến năm 1940.[179]

### Sử dụng vũ khí sinh học và hóa học

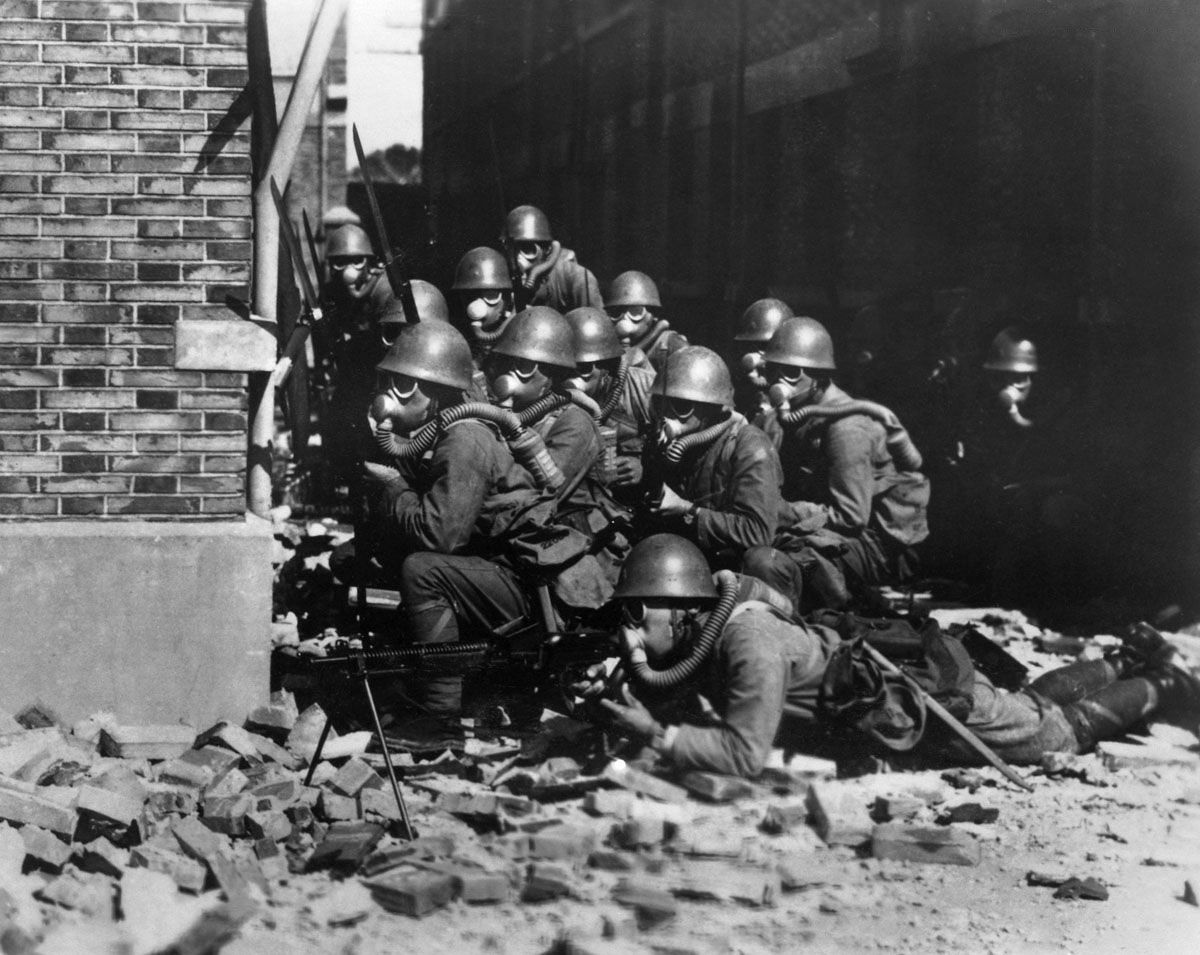
Lực lượng Đổ bộ Đặc nhiệm của Hải quân Nhật Bản với mặt nạ phòng độc và găng tay cao su trong một cuộc tấn công hóa học gần Áp Bắc tại Trận Thượng Hải

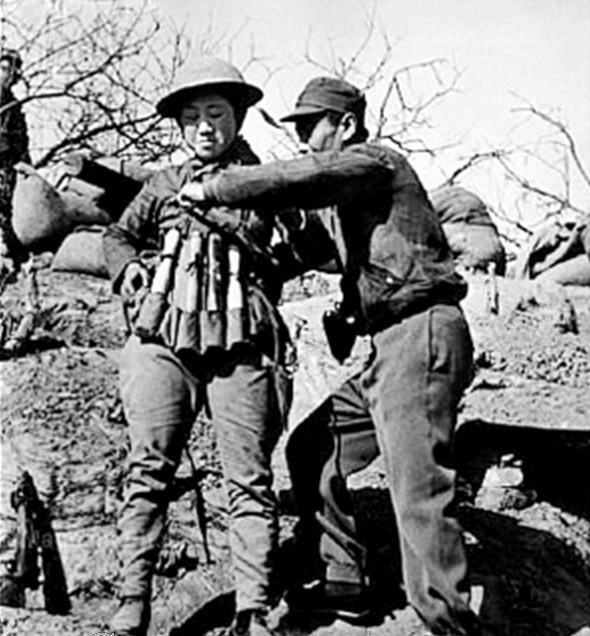
Cảm tử quân Trung Quốc mặc áo vest nổ kết bằng lựu đạn cầm tay Model 24 để sử dụng cho cuộc tấn công vào xe tăng Nhật Bản trong trận Đài Nhi Trang

Nhật Bản sử dụng nhiều vũ khí hóa học để chống lại Trung Quốc nhằm bù đắp sự thiếu hụt về quân số trong chiến đấu. Trung Quốc cũng không có bất kỳ kho dự trữ khí độc nào để trả đũa quân Nhật. Trong trận Vũ Hán, Nhật Bản đã sử dụng khí độc tại Hán Khẩu để phá vỡ thế kháng cự quyết liệt của Trung Quốc sau khi các cuộc tấn công thông thường của Nhật Bản bị quân phòng thủ Trung Quốc đẩy lui.
100.000 quân Trung Quốc dưới sự chỉ huy của tướng Tiết Nhạc đã đẩy lùi quân Nhật tại Hoàng Mai. Trong trận Đài Nhi Trang, hàng nghìn người đã chiến đấu kiên cường đến cuối tháng chín và chỉ chịu thua khi quân Nhật dùng khí độc. Nhưng vào lúc này, các tướng lĩnh hàng đầu của Trung Quốc dường như không thể phối hợp với nhau tại Tín Dương. Cánh quân Quảng Tây của Lý Tông Nhân cũng bị vùi dập đến rệu rã. Họ từng mong rằng quân của tướng Hồ Chí Nam, thân cận của Tưởng Giới Thạch sẽ đến để giải vây cho họ nhưng thay vào đó, quân của Hồ Chí Nam lại rút khỏi thành phố.— Rana Mitter, 

Ngoài Vũ Hán, quân Nhật cũng sử dụng khí độc để chống lại quân đội Hồi Giáo Trung Quốc trong trận Vụ Nguyên và Tây Tuy Viễn.
Đế quốc Nhật Bản đã nhiều lần bị lên án về việc sử dụng khí độc theo Điều 23 của Công ước La Hay năm 1899 và 1907, Điều V của Hiệp ước Liên quan đến Sử dụng Tàu ngầm và Khí độc trong Chiến tranh, Điều 171 của Hiệp ước Versailles và một nghị quyết được Hội Quốc Liên thông qua vào ngày 14 tháng 5 năm 1938. Bất chấp những điều đó, Lục quân Đế quốc Nhật Bản vẫn không ngừng sử dụng vũ khí hóa học trong suốt cuộc chiến.
Theo nhà sử học Yoshimi Yoshiaki và Matsuno Seiya, vũ khí hóa học được ủy quyền theo mệnh lệnh do chính Thiên hoàng Nhật Bản Hirohito đưa ra và được truyền đạt bởi Bộ Tổng Tư lệnh Đế quốc Nhật Bản. Ví dụ, Nhật hoàng đã cho phép sử dụng khí độc trong 375 trường hợp riêng biệt tại Trận Vũ Hán từ tháng 8 đến tháng 10 năm 1938. Vũ khí độc hại cũng được sử dụng trong trận Thường Đức vào cuối năm 1943. Những mệnh lệnh đó được truyền đi bởi Hoàng tử Kotohito Kan'in hoặc Tướng quân Sugiyama Hajime. Các loại khí sản xuất tại Okunoshima được sử dụng hơn 2.000 lần để chống lại binh lính và dân thường Trung Quốc trong cuộc chiến ở Trung Quốc vào những năm 1930 và 1940.
Đơn vị 731 của Ishii Shirō đã cung cấp vũ khí sinh học được sử dụng nhiều trong nhiều trận chiến. Những vũ khí này đều có thí nghiệm lên người sống trước khi đưa vào sử dụng. Hầu hết đối tượng bị đem ra thử nghiệm là dân thường hoặc tù nhân chiến tranh người Trung Quốc. Vào năm 1940, Lực lượng Không quân Lục quân Đế quốc Nhật Bản đã thả bom bọ chét mang mầm bệnh dịch hạch xuống Ninh Ba. Trong các phiên tòa xét xử tội phạm chiến tranh Khabarovsk, Thiếu tướng Kawashima Kiyashi kể rằng vào năm 1941, khoảng 40 thành viên của Đơn vị 731 đã thả bọ chét nhiễm bệnh dịch hạch xuống Thường Đức. Những cuộc tấn công này đã khiến dịch hạch bùng phát. Trong Chiến dịch Chiết Giang-Giang Tây, trong số 10.000 binh sĩ Nhật Bản bị nhiễm bệnh có khoảng 1.700 binh sĩ Nhật Bản chết bởi chính vũ khí sinh học do chính lực lượng của họ tạo ra. Phòng nghiên cứu vũ khí cuối cùng cũng bị tiêu hủy để xóa dấu vết vào tháng 8 năm 1945 khi quân đội Liên Xô kéo đến. Trong chiến tranh, Nhật Bản cũng cho binh sĩ sử dụng chất kích thích methamphetamine dưới dạng philophon để giảm đau khi chữa thương.

### Sử dụng quân cảm tử
Quân đội Trung Quốc triển khai "đội cảm tử" để chống lại quân Nhật. "Đội cảm tử" đã được sử dụng hiệu quả để chống lại các đơn vị Nhật Bản trong trận Đài Nhi Trang.
Đánh bom tự sát được sử dụng để chống lại quân Nhật. Một người lính Trung Quốc đã mặc áo vest lựu đạn và kích nổ giết chết 20 quân Nhật tại nhà kho Tứ Hành. Quân Trung Quốc cũng quấn đai chất nổ như lựu đạn hoặc dynamit quanh người và lao mình vào gầm xe tăng Nhật Bản để cho nổ tung. Chiến thuật này được sử dụng trong Trận Thượng Hải, nơi một cảm tử quân của Trung Quốc đã chặn đứng một hàng xe tăng Nhật Bản bằng cách tự kích nổ bản thân dưới gầm xe tăng dẫn đầu. Trong trận Đài Nhi Trang, nhiều binh lính Trung Quốc cũng quấn dynamit và lựu đạn quanh người để lao vào xe tăng, sau đó tự phát nổ.

## Chú giải
1. ↑  Số liệu này không bao gồm binh lính Nhật bị quân Trung Quốc tiêu diệt trong chiến dịch Miến Điện và không bao gồm binh lính Nhật tử trận ở Mãn Châu.
2. ↑  Không bao gồm binh lính Nhật bị Liên Xô bắt ở Mãn Châu và hơn 1 triệu quân bị tước vũ khí sau khi Nhật Bản đầu hàng
3. ↑   Bao gồm cả thương vong của ngụy quân Nhật Bản. Tổng thương vong rất có thể là khoảng 3.500.000 người: 2,5 triệu quân Nhật (theo hồ sơ riêng của họ) và 1.000.000 ngụy quân.
4. ↑  Huyết phúc có nghĩa gốc là tấm vải/lụa máu.

### Video
- 1937 video-cast of Soong Mai-ling address to the world in English trên YouTube
- 1943 Soong Mai-ling address to the American Congress trên YouTube
- The Battle of China OWI trên YouTube
- The Battle of China OWI Pt 2 trên YouTube
- The Battle of China OWI Pt 3 trên YouTube
- The Battle of China OWI Pt 4 trên YouTube
- The Battle of China OWI Pt 5 trên YouTube
- The Battle of China OWI Pt 6 trên YouTube
- The Battle of China OWI Pt 7 trên YouTube